# Aeropuerto Internacional de Orlando
El Aeropuerto Internacional de Orlando (IATA: MCO, OACI: KMCO, FAA LID: MCO) (del inglés: Orlando International Airport), es un importante aeropuerto público ubicado a diez kilómetros (6 mi) al sureste de Orlando, Florida, Estados Unidos. En 2017, MCO manejó 44,611,265 pasajeros, lo que lo convirtió en el aeropuerto más activo del estado de Florida y en el undécimo aeropuerto más activo de los Estados Unidos.
El aeropuerto sirve como un centro de conexiones para Breeze Airways, Frontier, Southwest y Spirit, así como una ciudad foco para JetBlue. Southwest es el transportista más grande del aeropuerto por pasajeros transportados. El aeropuerto también es una importante puerta de entrada internacional para la región central de la Florida, con vuelos de compañías aéreas extranjeras. Con 5,383 ha (13,302 acres), MCO es uno de los aeropuertos comerciales más grandes de Estados Unidos.
El código del aeropuerto MCO representa el nombre anterior del aeropuerto, la Base de la Fuerza Aérea McCoy, una instalación del Comando Aéreo Estratégico (CAE), que se cerró en 1975 como parte de una retirada militar general después del final de la Guerra de Vietnam. 
En términos de servicio de línea aérea comercial, el área metropolitana de Orlando también cuenta con el Aeropuerto Internacional Sanford (SFB) y, más indirectamente, con el Aeropuerto Internacional de Daytona Beach (DAB), el Aeropuerto Internacional de Orlando-Melbourne (MLB), el Aeropuerto Internacional de Tampa (TPA) y el Aeropuerto Internacional de San Petersburgo-Clearwater (PIE).

## Terminales y salas

### Terminales
El Aeropuerto Internacional de Orlando tiene 3 terminales. El complejo de la Terminal Norte consta de un gran edificio de terminal principal dividido en lados norte y sur, y cuatro salas de operaciones accesibles con transporte hectométrico, con un total de 93 puertas.
- Terminal A consta de la mitad norte de la terminal principal, con sistemas de tranvía hasta la zona de embarque 1 (puertas 1 a 29) y la zona de embarque 2 (puertas 100 a 129).[3]
- Terminal B consta de la mitad sur de la terminal principal, con sistemas de tranvía hasta la zona de embarque 3 (puertas 30 a 59), la zona de embarque 4 (puertas 70 a 99) y la terminal C.[3]
- Terminal C también conocida como Complejo de la Terminal Sur, contiene las puertas 230 a 245 con un tranvía de seguridad previa que conecta con las Terminales A y B. La Terminal C recibe vuelos internacionales de aerolíneas no estadounidenses, así como todos los vuelos de JetBlue.[3] La terminal también está conectada a la Terminal Intermodal mediante una pasarela cerrada elevada y un estacionamiento compartido.

El edificio principal del complejo de la Terminal Norte está dividido en dos terminales; Terminal A (en el lado norte del edificio) y Terminal B (en el lado sur del edificio). Hay instalaciones de documentación de pasajeros y reclamo de equipaje en ambas terminales, que también comparten dos puestos de control de seguridad, uno en la Sala Oeste que lleva a las salas 1 y 3, y otro en la Sala Oriente, que lleva a las salas 2 y 4. A diferencia de la configuración similar utilizada en Tampa, los pasajeros deben pasar por seguridad antes de acceder al transporte hectométrico.
Las salas 1 y 3, y más tarde la sala 4, fueron diseñados por KBJ Architects, mientras que la sala 2 fue diseñada por Hellmuth, Obata & Kassabaum, Helman Hurley Charvat Peacock Architects y Rhodes + Brito Architects. C.T. Hsu + Associates and Rhodes + Brito Architects diseñaron las renovaciones que se hicieron a las salas 1 y 3, que se completaron en abril de 2010.
Los pasajeros internacionales que llegan que requieren inmigración y/o despacho de aduanas se procesan a través de esos puntos de control en la sala donde llegan. Después de pasar migración, los pasajeros recogen su equipaje y pasan por aduanas. Después de pasar aduana, los pasajeros internacionales deben abordar el transporte hectométrico, que los traslada a la terminal principal. La sala 4 proporciona acceso a la escalera mecánica directamente desde la sala de aduanas a la plataforma de transporte hectométrico. Esto ha eliminado el requisito de que los pasajeros internacionales que llegan pasen por una inspección de seguridad entre el área de aduanas y transporte hectométrico, y como resultado ahora tienen la opción de llevar su equipaje documentado con ellos al transporte hectométrico. Alternativamente, los pasajeros también tienen la opción de colocar su equipaje en una cinta de transferencia en la sala de aduanas para su transporte a la zona de recogida de equipaje de la terminal principal. Los pasajeros que conectan a un vuelo en la sala 4 o pasan la aduana en la sala 1, así como a los empleados del aeropuerto, deberán pasar por la seguridad al salir de la aduana.

### Hotel
El aeropuerto cuenta con un hotel Hyatt Regency dentro de la estructura de la terminal principal. El hotel está ubicado en el lado este del complejo Terminal A/B con un vestíbulo en el cuarto piso y habitaciones a partir del nivel cinco en adelante. El aeropuerto cuenta con una amplia zona de vestíbulo para los huéspedes que esperan vuelos, espacio para convenciones, varios bares y dos restaurantes, incluido un restaurante exclusivo en el nivel superior del edificio de la terminal con vista a las instalaciones del aeropuerto y las pistas de abajo.

### Capilla Interreligiosa
En 1981, se construyó una capilla interreligiosa detrás de los filtros de seguridad de las puertas 1-59. Antes de 2019, la capilla celebraba servicios religiosos, pero se trasladó a un hotel cercano debido a un aumento de la violencia religiosa.

### Servicios destacados
Delta Air Lines fue la primera aerolínea con vuelos en jet, con vuelos en DC-8 'fanjet' 'Royal Service'.
Eastern Airlines 'las alas del hombre', se convirtió en la primera aerolínea 'oficial' del Walt Disney World Resort, y patrocinó una atracción en su 'Tomorrowland' llamada: 'If You Had Wings'. Más tarde, cuando Eastern cerró Delta, tomó la atracción, se llamaba Dream Flight.
A principios de la década de 1970 Delta, National y Eastern Airlines comenzaron vuelos de "fuselaje ancho" a MCO, National con DC-10-10 y -30 y Delta y Eastern Airlines con L-1011. Eastern tenía un servicio intraestatal de fuselaje ancho con vuelos L-1011 a Miami.
Los Boeing 747-400 de Lufthansa y Virgin Atlantic son actualmente los aviones más grandes en el aeropuerto. Virgin Atlantic tiene vuelos diarios múltiples desde el Reino Unido, incluidos Londres Gatwick, Mánchester, Glasgow y Belfast, junto con un vuelo diario de Lufthansa a Fráncfort del Meno en Alemania. Durante la temporada alta, hasta cinco Boeing 747 de Virgin pueden estar a las puertas de Orlando a la vez. British Airways compite con Virgin a London Gatwick con hasta diez Boeing 777 a la semana.
En marzo de 2015, Emirates anunció que comenzarán el servicio diario al aeropuerto desde el Aeropuerto Internacional de Dubái a partir del 1 de septiembre de 2015. El aeropuerto había intentado atraer a Emirates durante cinco años antes de que se anunciara el servicio. Orlando International fue el primer aeropuerto de Florida atendido por Emirates. La aerolínea espera tres mercados principales para los vuelos: viajeros de ocio y corporativos junto con locales de herencia asiática que viajan a Asia, que son bien servidos por la aerolínea. El presidente de la Asociación de Aviación de Greater Orlando, Frank Kruppenbacher, calificó el nuevo servicio como "sin duda el avance más grande y significativo para nuestro aeropuerto" y estima que el impacto económico local del nuevo servicio será de hasta $100 millones de dólares anuales. El vuelo inaugural se realizó con un Airbus A380. Los vuelos programados regularmente funcionan con Boeing 777-300ER.
LATAM Airlines Group ha estado creciendo constantemente en Orlando, comenzando primero con vuelos al Aeropuerto Internacional de Aeropuerto Internacional de São Paulo-Guarulhos con LATAM Brasil. Desde entonces, los vuelos al Aeropuerto Internacional Jorge Chávez en Lima comenzaron en junio de 2015 con LATAM Perú con un Airbus A319. Los vuelos de temporada en LATAM Chile al Aeropuerto Internacional Arturo Merino Benítez en Santiago de Chile comenzaron en enero de 2017, operando en un Boeing 787. En julio de 2017, LATAM Brasil lanzó vuelos al Aeropuerto Internacional de Galeão con un Boeing 767. El grupo de líneas aéreas ahora sirve colectivamente a Orlando desde 4 destinos, tres de los cuales operan durante todo el año.

## Aerolíneas y destinos

### Pasajeros
| Aerolíneas                     | Destinos |
| ------------------------------ | --- |
| Aer Lingus                     | Dublín, Mánchester (UK) |
| Aeroméxico                     | Ciudad de México Estacional: Guadalajara, Monterrey |
| Air Canada                     | Toronto–Pearson |
| Air Canada Rouge               | Montreal–Trudeau, Toronto–Pearson Estacional: Halifax, Ottawa, Quebec |
| Air France                     | París-Charles de Gaulle |
| Air Transat                    | Montreal–Trudeau Estacional: Halifax, Moncton, Quebec |
| Alaska Airlines                | Portland (OR), San Diego, San Francisco, Seattle/Tacoma Estacional: Boise, Sacramento |
| Allegiant Air                  | Allentown, Appleton (inicia el 16 de enero de 2026), Asheville, Knoxville |
| American Airlines              | Charlotte, Chicago–O'Hare, Dallas/Fort Worth, Filadelfia, Los Ángeles, Miami, Nueva York–LaGuardia, Phoenix–Sky Harbor, Washington–National |
| Avelo Airlines                 | New Haven, Wilmington (DE), Wilmington (NC) |
| Avianca                        | Bogotá Estacional: Medellín–JMC |
| Avianca El Salvador            | Estacional: San Salvador |
| Azul Linhas Aéreas Brasileiras | Belo Horizonte–Confins, Campinas, Recife |
| Bahamasair                     | Nasáu Estacional: Freeport |
| BermudAir                      | Bermudas |
| Breeze Airways                 | Akron/Canton, Bangor, Burlington (VT), Charleston (SC), Charleston (WV), Cayo Hueso, Erie, Evansville, Greensboro, Gulfport/Biloxi, Huntsville, Lancaster (PA), Lansing, Lincoln (inicia el 10 de diciembre de 2025), Mánchester (NH), Newburgh, New Bern, New Haven, Norfolk (inicia el 3 de octubre de 2025), Nueva Orleans, Portland (ME), Portsmouth, Providence, Provo, Raleigh/Durham, Salisbury (inicia el 1 de octubre de 2025), South Bend, Springfield (IL), Tri-Cities (TN) (inicia el 12 de diciembre de 2025), Wilkes-Barre/Scranton, Wilmington (NC) Estacional: Fayetteville/Bentonville, Greenville/Spartanburg, Hartford, Madison, Orange County |
| British Airways                | Londres–Gatwick |
| Caribbean Airlines             | Puerto España |
| Copa Airlines                  | Ciudad de Panamá–Tocumen |
| Delta Air Lines                | Atlanta, Austin, Boston, Cincinnati, Detroit, Los Ángeles, Mineápolis/St. Paul, Nueva York–JFK, Nueva York–LaGuardia, Raleigh/Durham, Salt Lake City, Seattle/Tacoma, Washington–National Estacional: Ámsterdam |
| Delta Connection               | Estacional: Columbus–Glenn (inicia el 20 de diciembre de 2025), Grand Rapids (inicia el 20 de diciembre de 2025), Indianápolis (inicia el 20 de diciembre de 2025), Kansas City (inicia el 20 de diciembre de 2025), Louisville (inicia el 20 de diciembre de 2025), Miami (finaliza el 25 de octubre de 2025), Nashville (inicia el 20 de diciembre de 2025), Pittsburgh (inicia el 20 de diciembre de 2025) |
| Discover Airlines              | Fráncfort Estacional: Múnich |
| Emirates                       | Dubái-International |
| Flair Airlines                 | Estacional: Toronto–Pearson |
| Frontier Airlines              | Aguadilla, Atlanta, Austin, Baltimore, Búfalo, Burlington (VT), Cancún, Cedar Rapids/Iowa City, Charlotte, Chicago–Midway, Chicago–O'Hare, Cincinnati, Cleveland, Dallas/Fort Worth, Denver, Detroit, Filadelfia, Grand Rapids, Harrisburg, Hartford, Houston–Hobby, Houston–Intercontinental, Indianápolis, Las Vegas, Long Island/Islip, Los Ángeles, Montego Bay, Nashville, Norfolk, Nueva York–JFK, Nueva York–LaGuardia, Oklahoma City, Phoenix–Sky Harbor, Ponce, Portland (ME), Punta Cana, Raleigh/Durham, San Antonio, San Juan, San Luis, Siracusa, Trenton, Washington–Dulles Estacional: Des Moines, Fargo, Mineápolis/St. Paul, Omaha, Pittsburgh |
| Gol Linhas Aéreas              | Brasilia, Fortaleza |
| Iberia                         | Estacional: Madrid (inicia el 26 de octubre de 2025) |
| Iberojet                       | Estacional: Madrid |
| Icelandair                     | Estacional: Reikiavik-Keflavík |
| JetBlue Airways                | Aguadilla, Albany, Boston, Búfalo, Cancún, Hartford, Las Vegas (inicia el 30 de octubre de 2025), Long Island/Islip, Mánchester (NH), Montego Bay, Nasáu, Newark, Nueva York–JFK, Nueva York–LaGuardia, Ponce, Providence, Punta Cana, Richmond, San José (CR), San Juan, Santiago de los Caballeros, Santo Domingo–Las Américas, Siracusa, Washington–National, White Plains, Worcester Estacional: Portland (ME) |
| LATAM Brasil                   | São Paulo–Guarulhos |
| LATAM Chile                    | Estacional: Santiago de Chile |
| LATAM Colombia                 | Bogotá |
| LATAM Perú                     | Lima (reinicia el 26 de octubre de 2025) |
| Norse Atlantic Airways         | Londres–Gatwick |
| Porter Airlines                | Ottawa, Toronto–Pearson Estacional: Halifax, Hamilton (ON) (inicia el 12 de diciembre de 2025) |
| Southwest Airlines             | Albany, Aruba, Atlanta, Austin, Baltimore, Birmingham (AL), Búfalo, Cancún, Chicago–Midway, Chicago–O'Hare, Cincinnati, Cleveland, Columbus–Glenn, Dallas–Love, Denver, Filadelfia, Fort Lauderdale, Fort Myers, Gran Caimán, Grand Rapids, Hartford, Houston–Hobby, Indianápolis, Kansas City, Las Vegas, Long Island/Islip, Los Ángeles, Louisville, Mánchester (NH), Memphis, Miami, Milwaukee, Montego Bay, Nashville, Nasáu, Norfolk, Nueva Orleans, Oklahoma City, Omaha, Phoenix–Sky Harbor, Pittsburgh, Providence, Providenciales, Punta Cana, Raleigh/Durham, Richmond, Rochester (NY), Sacramento, San Antonio, San Diego, San José (CR), San Juan, San Luis, Santo Tomás (inicia el 5 de febrero de 2026), Sarasota, Washington–National, West Palm Beach Estacional: Albuquerque, Boston, Des Moines, Detroit, El Paso, Jackson (MS), Long Beach, Mineápolis/St. Paul, Nueva York–LaGuardia, Portland (ME), Salt Lake City, Tulsa |
| Spirit Airlines                | Atlanta, Atlantic City, Austin, Baltimore, Boston, Cancún, Cartagena, Charlotte, Chattanooga, Chicago–O'Hare, Ciudad de Guatemala, Cleveland, Columbia (SC), Columbus–Glenn, Dallas/Fort Worth, Detroit, Filadelfia, Fort Lauderdale, Hartford, Houston–Intercontinental, Indianápolis, Kansas City, Las Vegas, Latrobe/Pittsburgh, Louisville, Medellín-JMC, Memphis, Milwaukee, Montego Bay, Myrtle Beach, Nashville, Newark, Norfolk, Nueva Orleans, Nueva York–LaGuardia, Pittsburgh, Punta Cana, Richmond, Rochester (NY), Salt Lake City, San Antonio, San José (CR), San Juan, San Luis, San Pedro Sula, Santo Tomás Estacional: Bogotá, Mineápolis/St. Paul |
| Sun Country Airlines           | Mineápolis/St. Paul Estacional: Milwaukee |
| United Airlines                | Chicago–O'Hare, Cleveland, Denver, Houston–Intercontinental, Los Ángeles, Newark, San Francisco, Washington–Dulles |
| Virgin Atlantic Airways        | Londres–Heathrow, Mánchester (UK) Estacional: Edimburgo |
| Viva                           | Ciudad de México–AIFA (inicia el 20 de noviembre de 2025), Mérida, Monterrey |
| Volaris                        | Ciudad de México, Guadalajara |
| Volaris Costa Rica             | San José (CR) |
| WestJet                        | Calgary, San Juan de Terranova, Toronto–Pearson, Vancouver, Winnipeg Estacional: Edmonton, Halifax |

### Carga

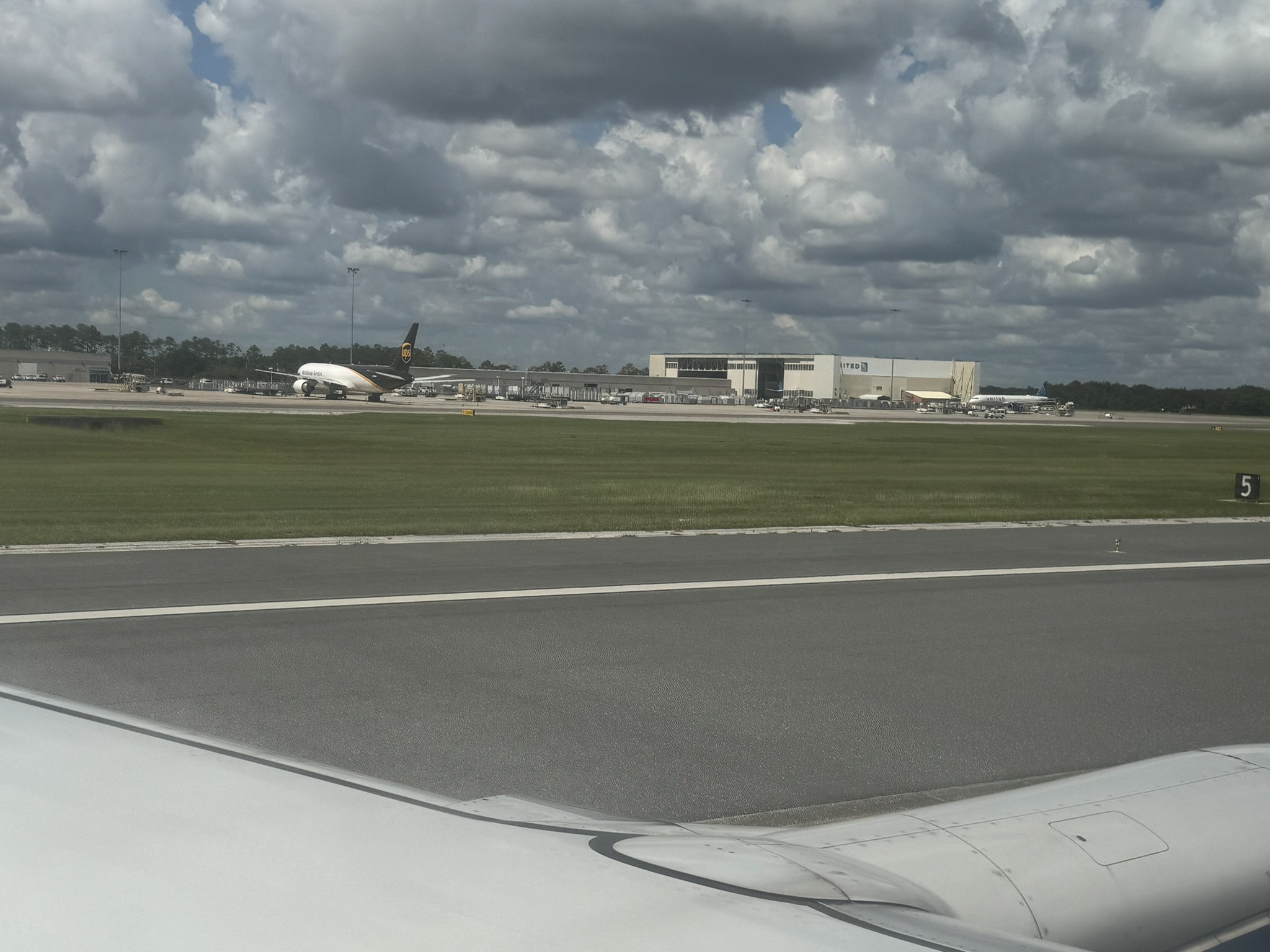
Zona de carga del aeropuerto.

| Aerolíneas             | Destinos |
| ---------------------- | --- |
| Amerijet International | Newark, San Juan |
| DHL Aviation           | Cincinnati, Miami |
| FedEx Express          | Fort Lauderdale, Greensboro, Indianápolis, Memphis |
| FedEx Feeder           | Tallahassee |
| Kalitta Air            | Los Ángeles |
| UPS Airlines           | Birmingham (AL), Boston, Columbia (SC), Dallas/Fort Worth, Filadelfia, Louisville, Miami, Newark, Nueva York-JFK, Ontario, Pensacola, Tampa, West Palm Beach |

### Destinos nacionales

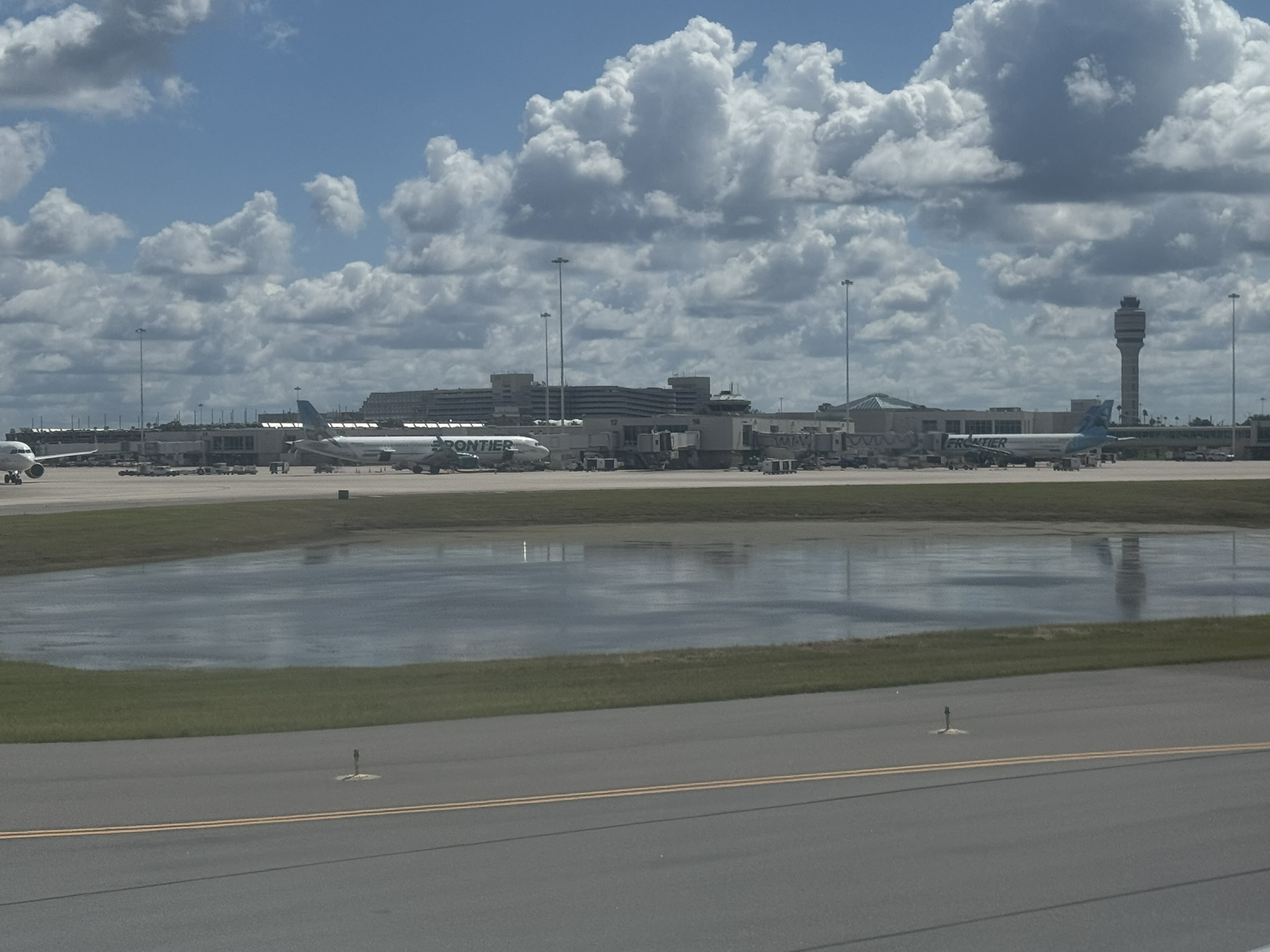
Lado aire del aeropuerto.

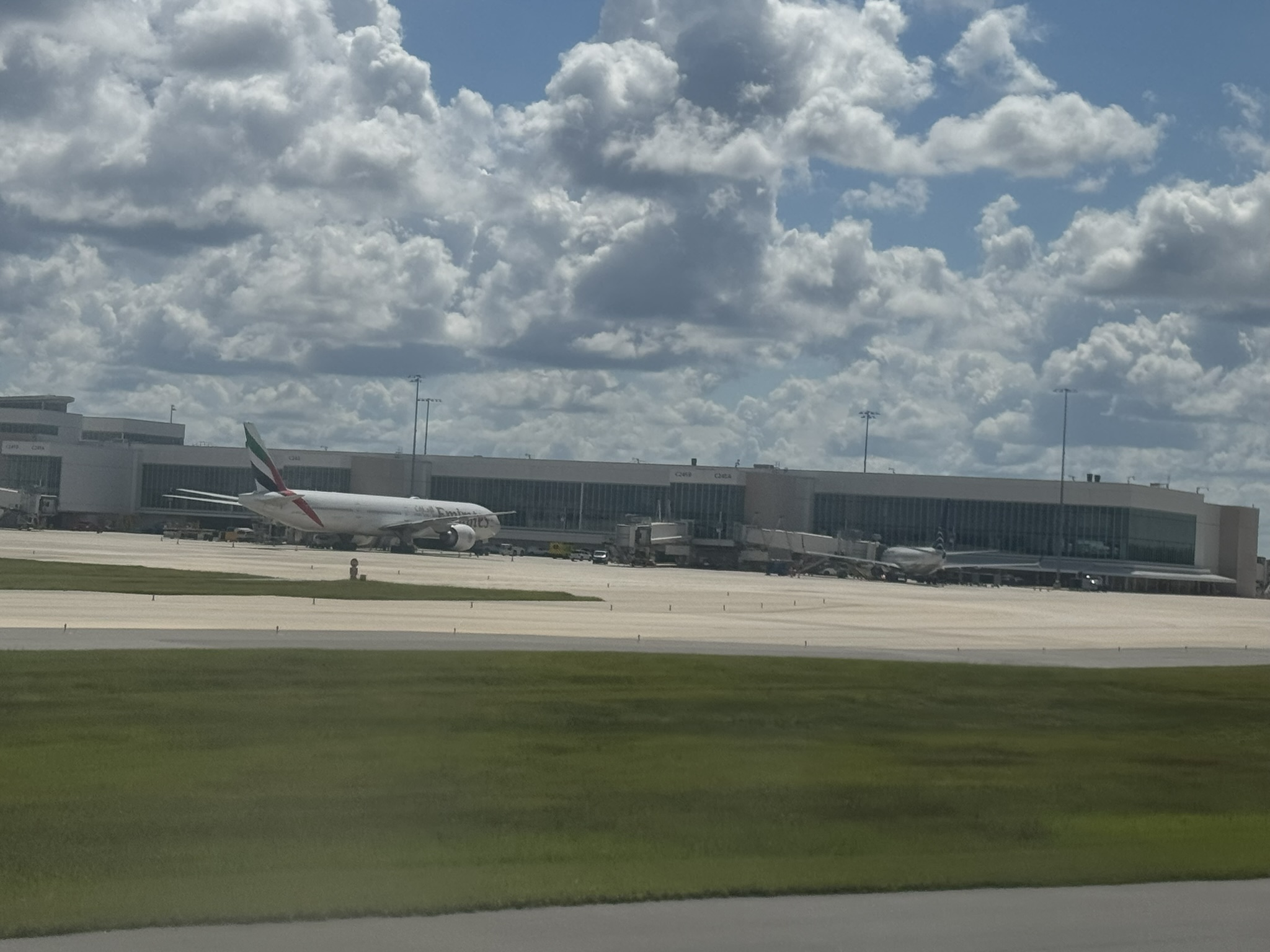
Lado aire de la Terminal C.

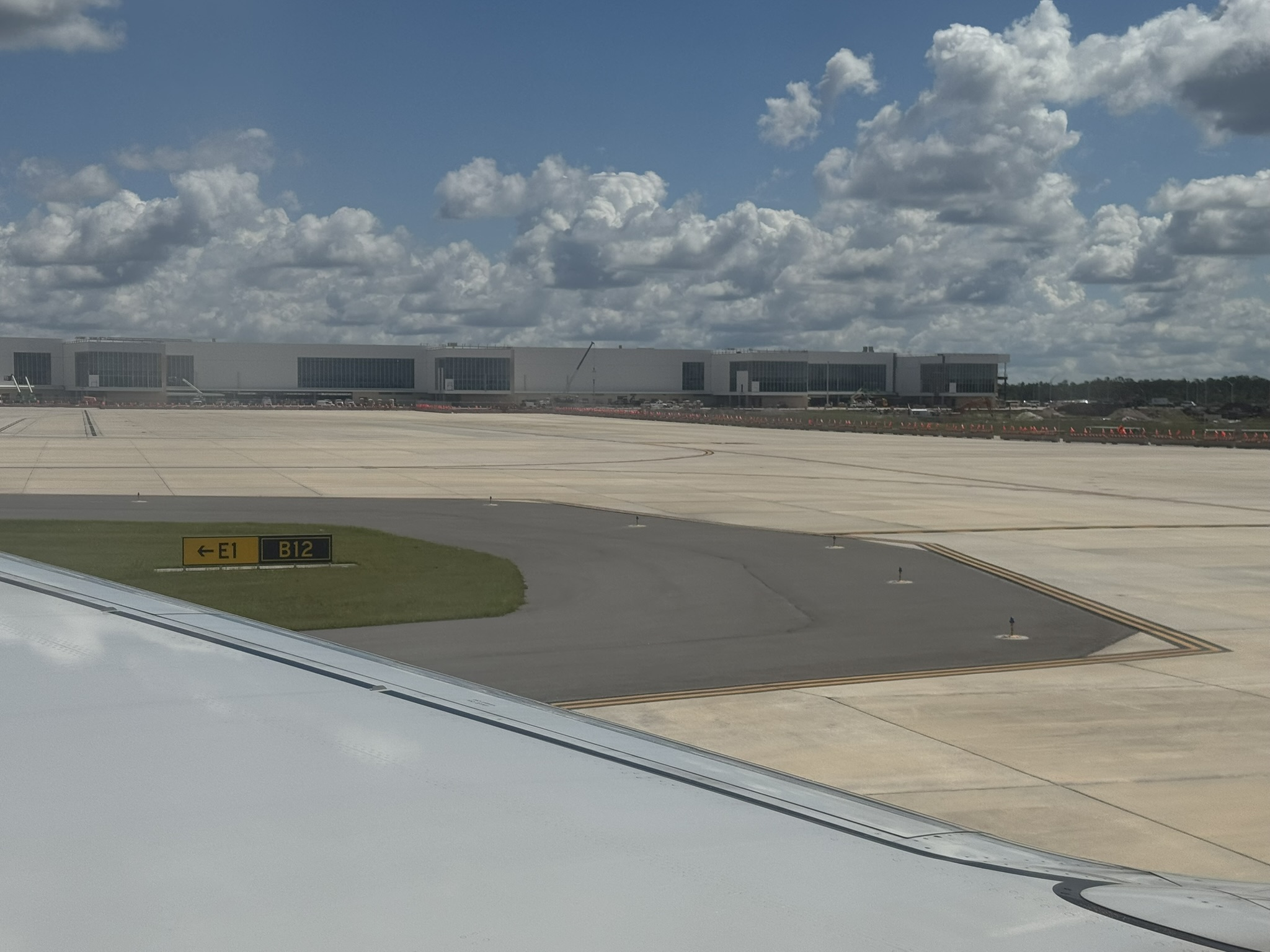
Futura expansión de la Terminal C.

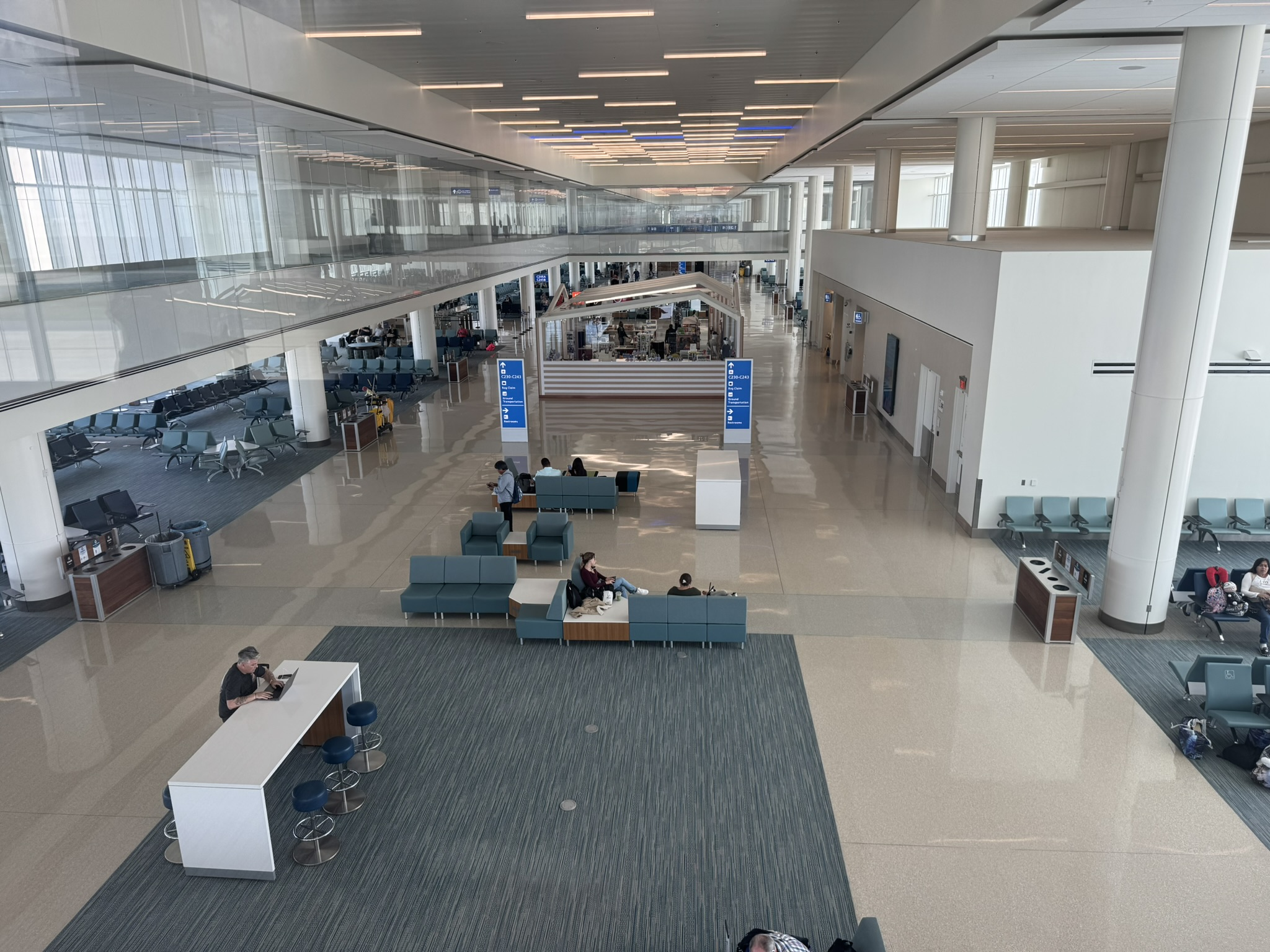
Pasillo principal de la Terminal C.

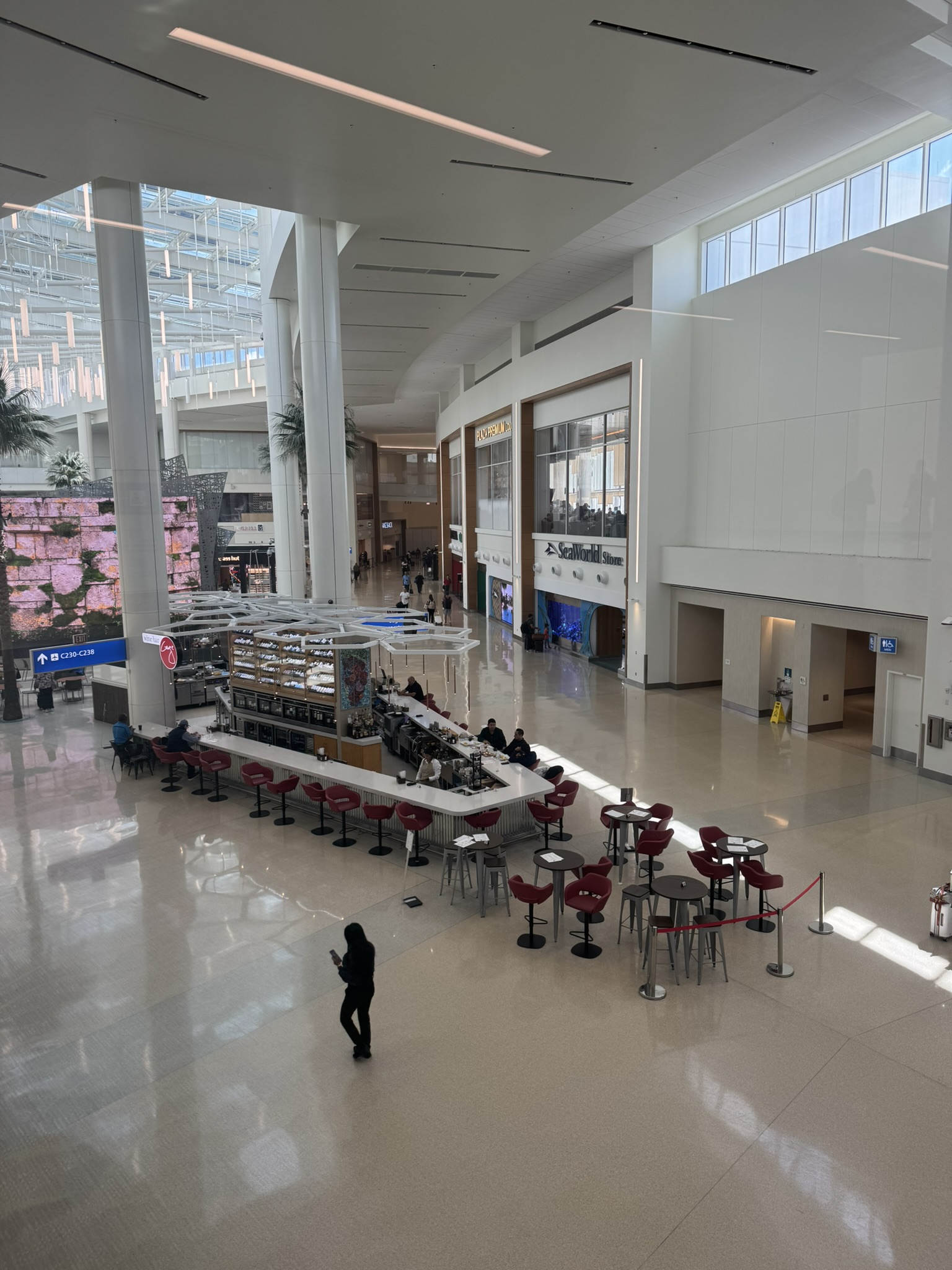
Pasillo principal de la Terminal C.

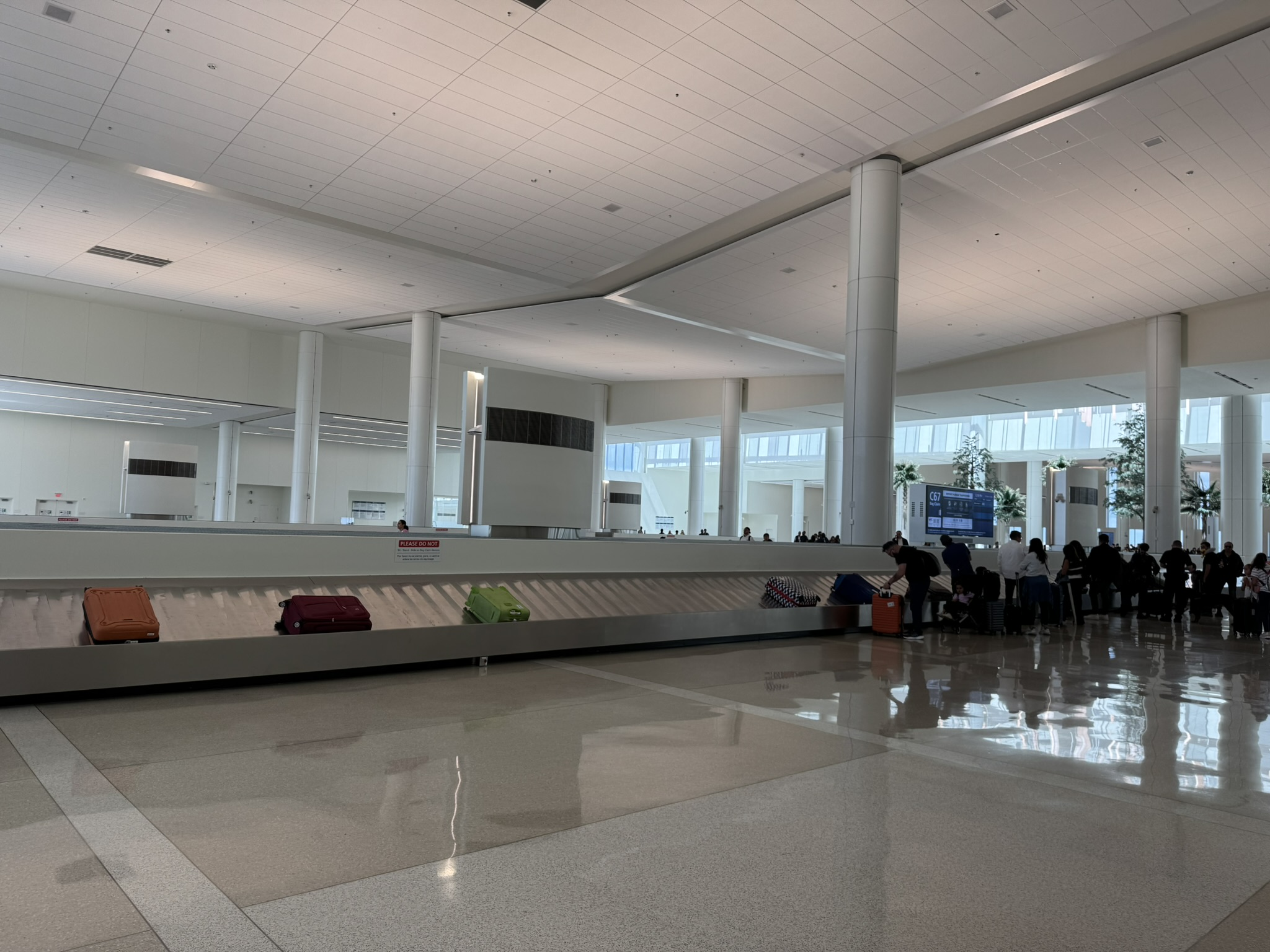
Bandas de reclamo de equipaje internacional de la Terminal C.

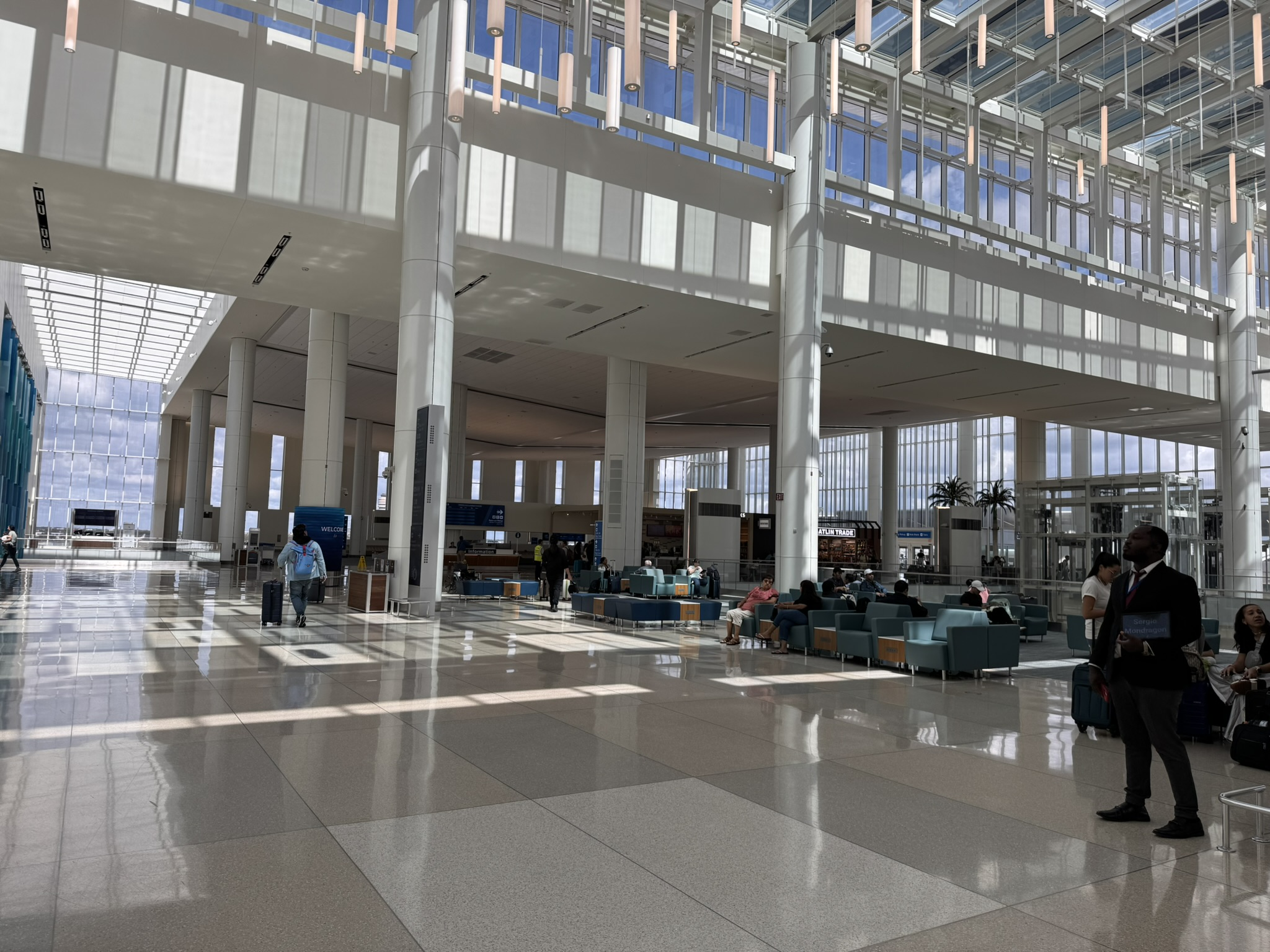
Zona de llegadas internacionales de la Terminal C.

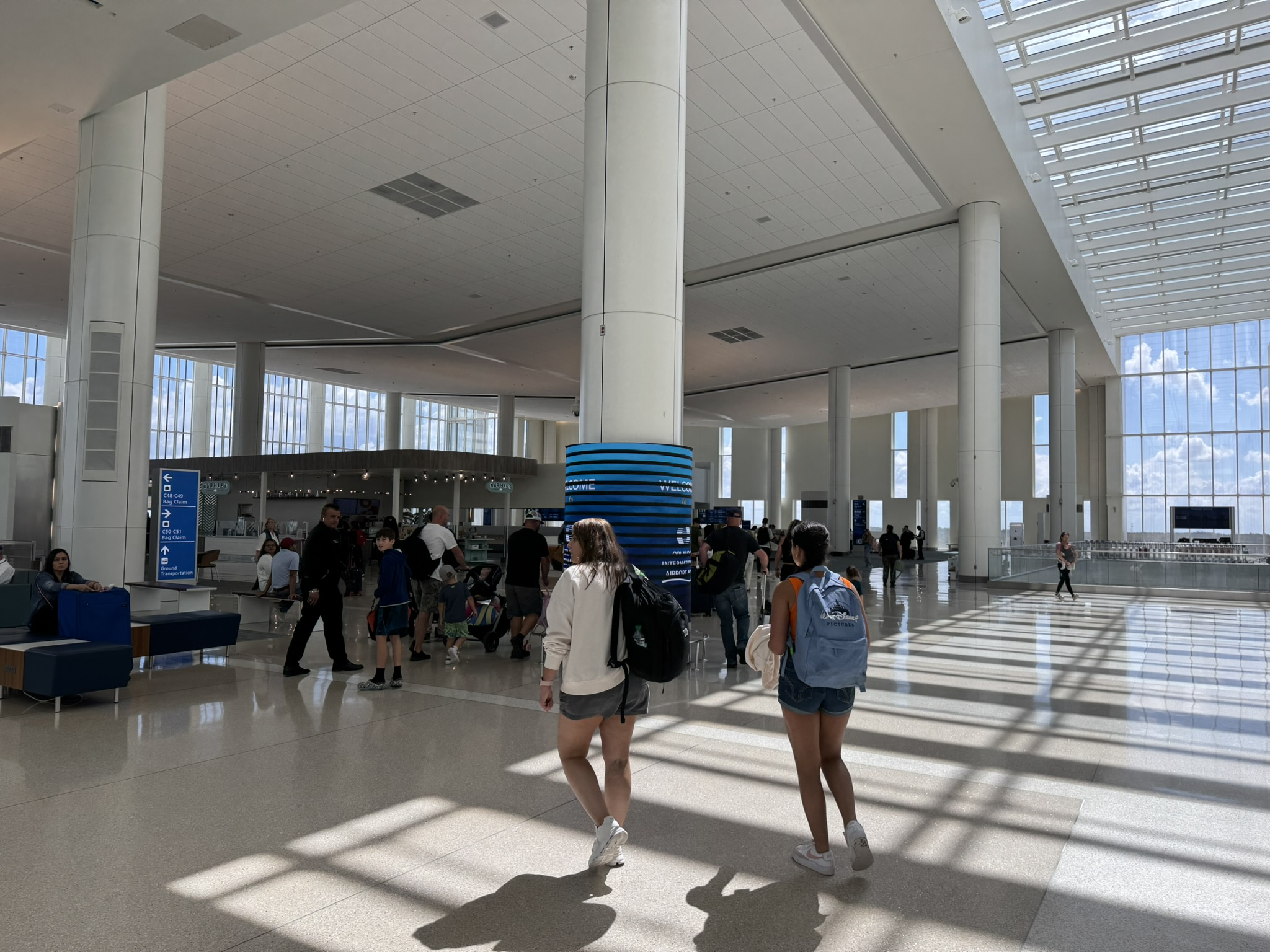
Zona de llegadas de la Terminal C.

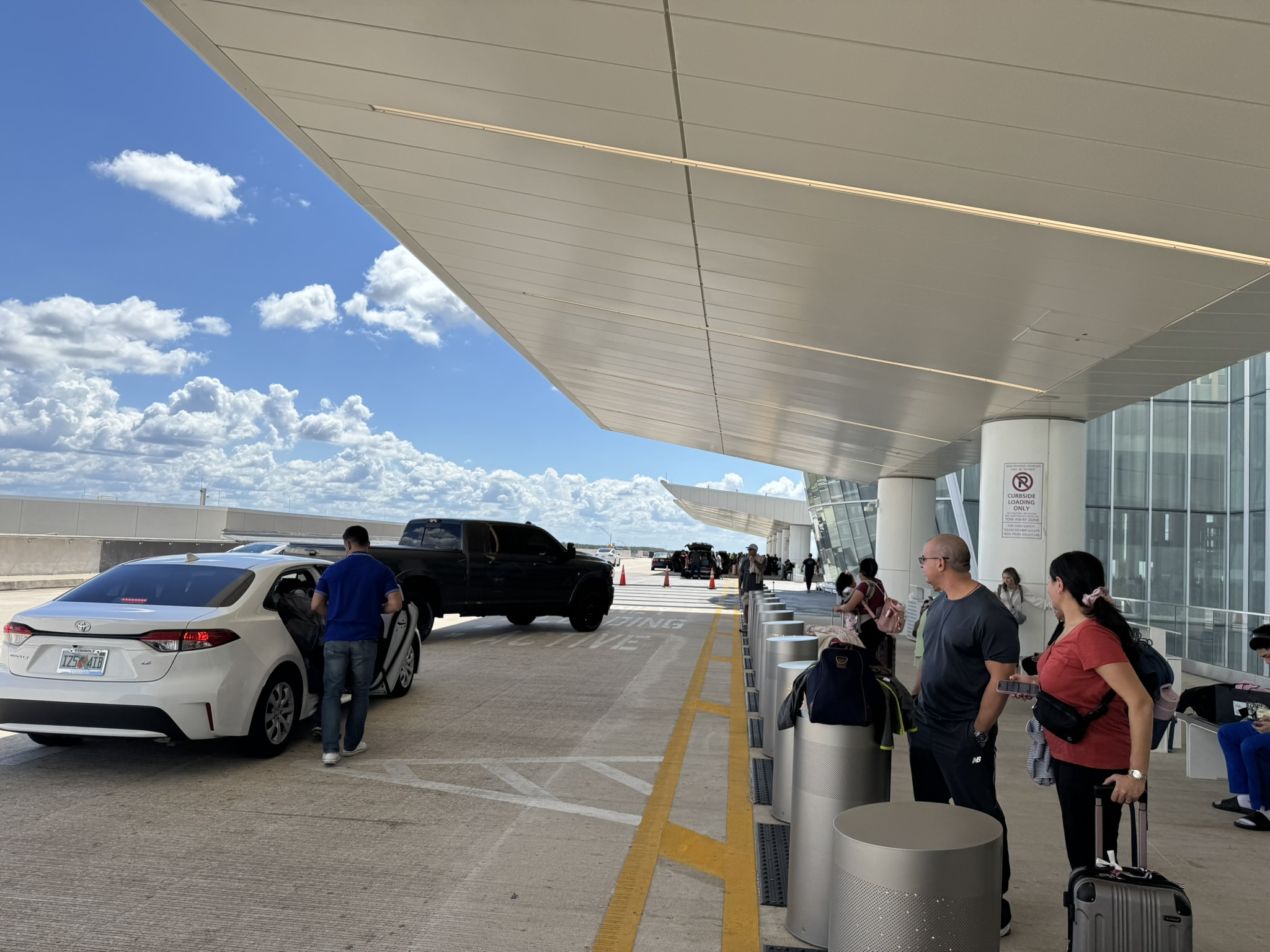
Zona de llegadas de la Terminal C.

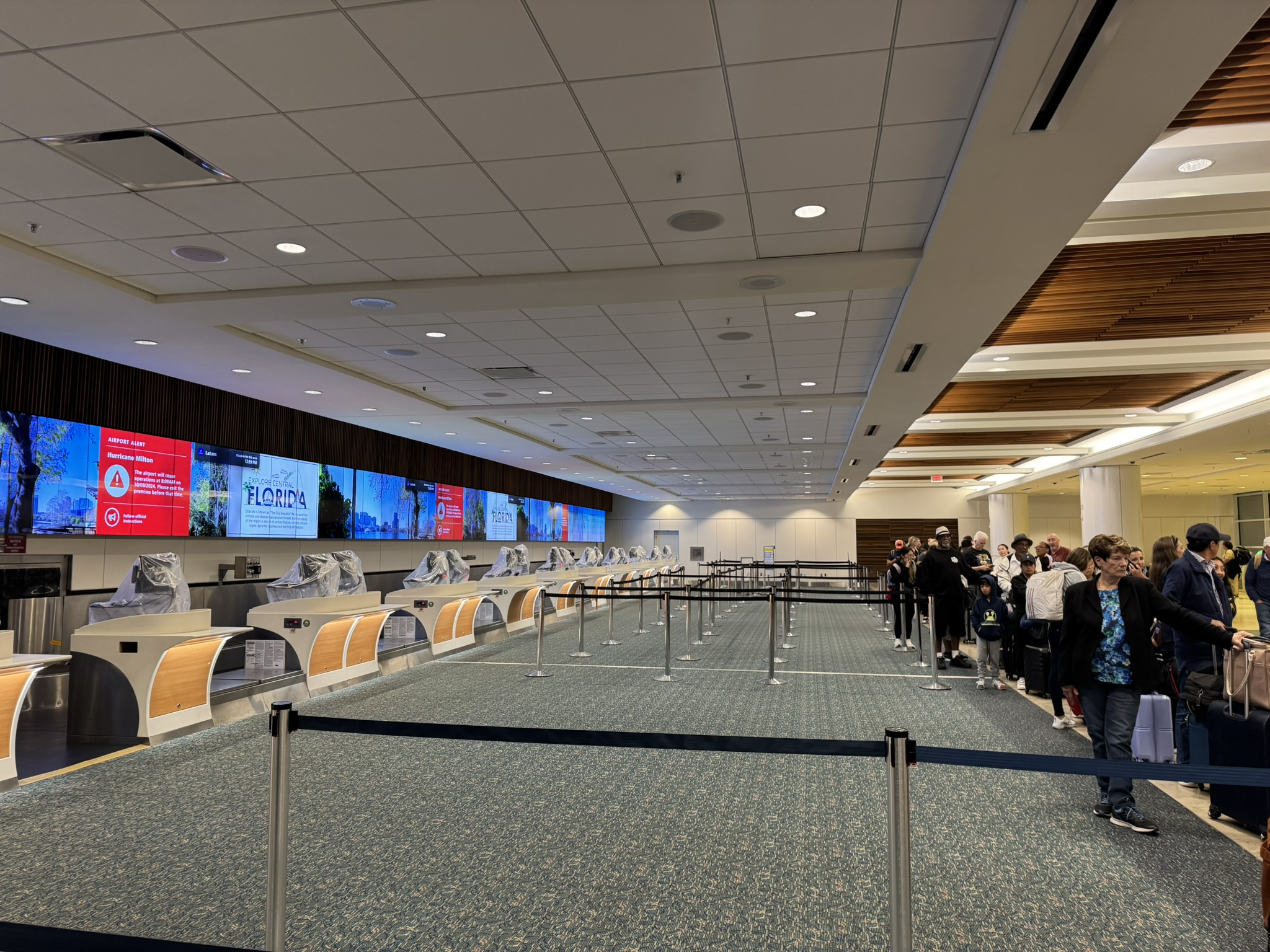
Mostradores de documentación de la Terminal B.

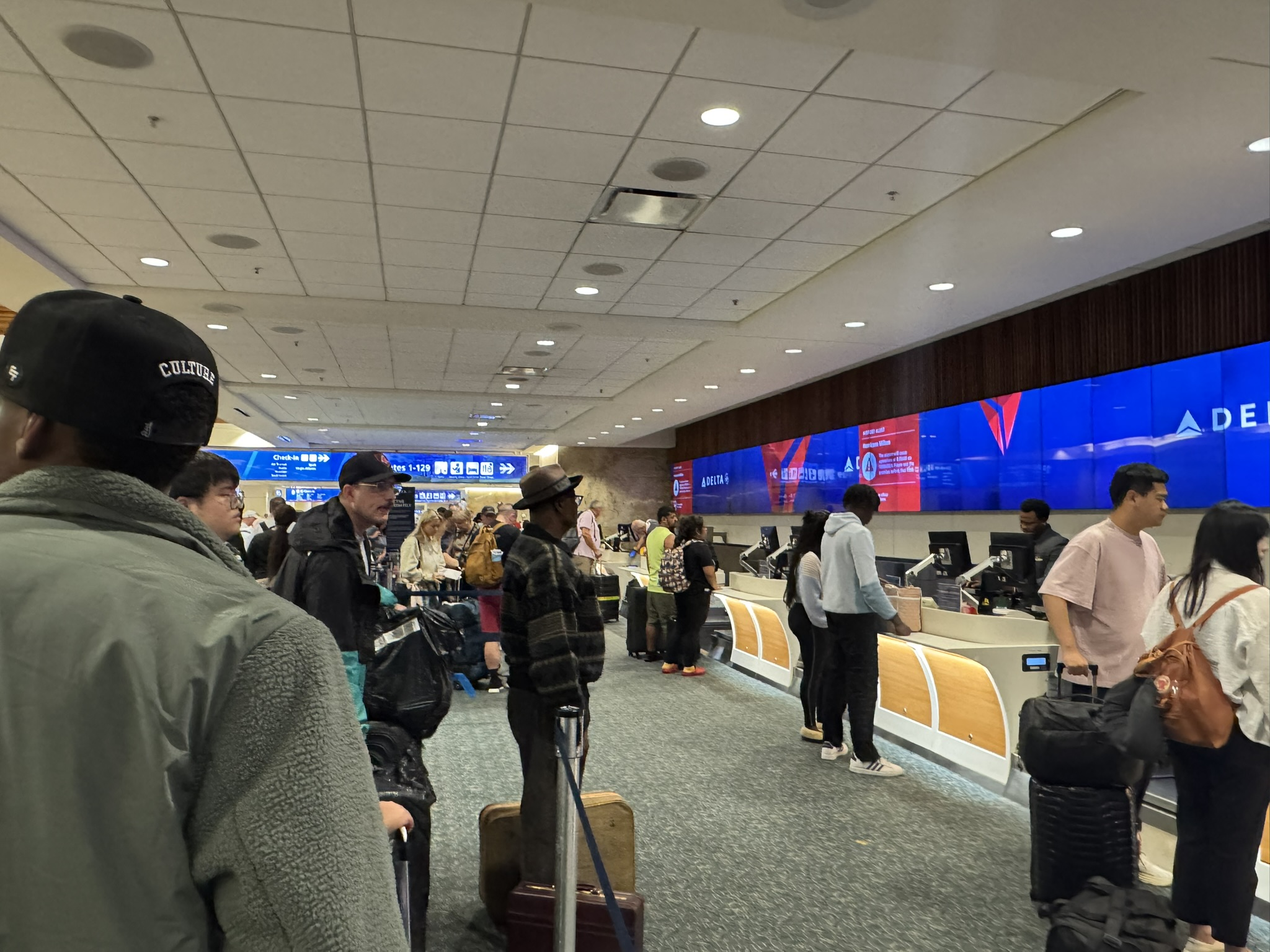
Mostradores de documentación de la Terminal B.

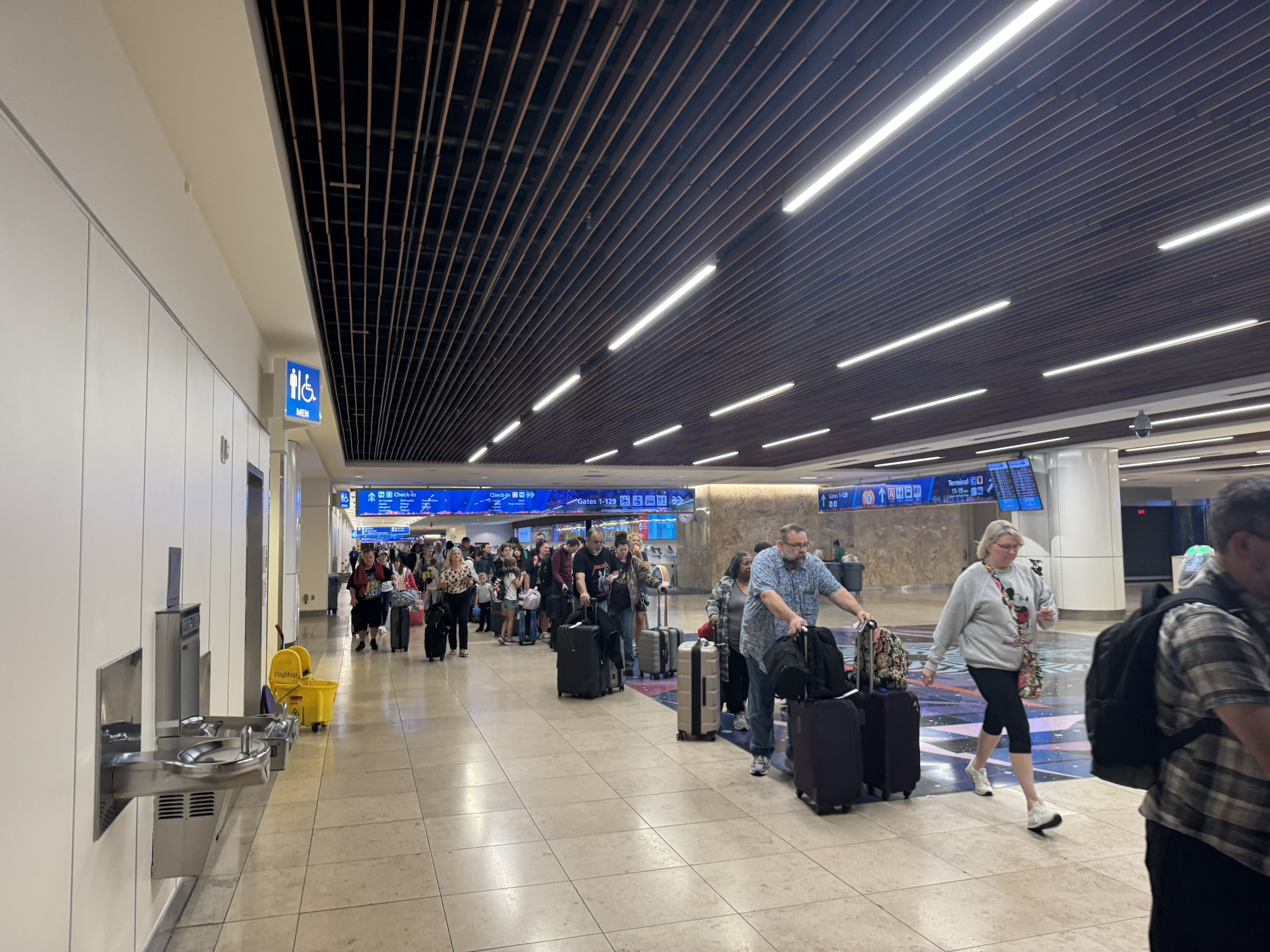
Interior de la Terminal B.

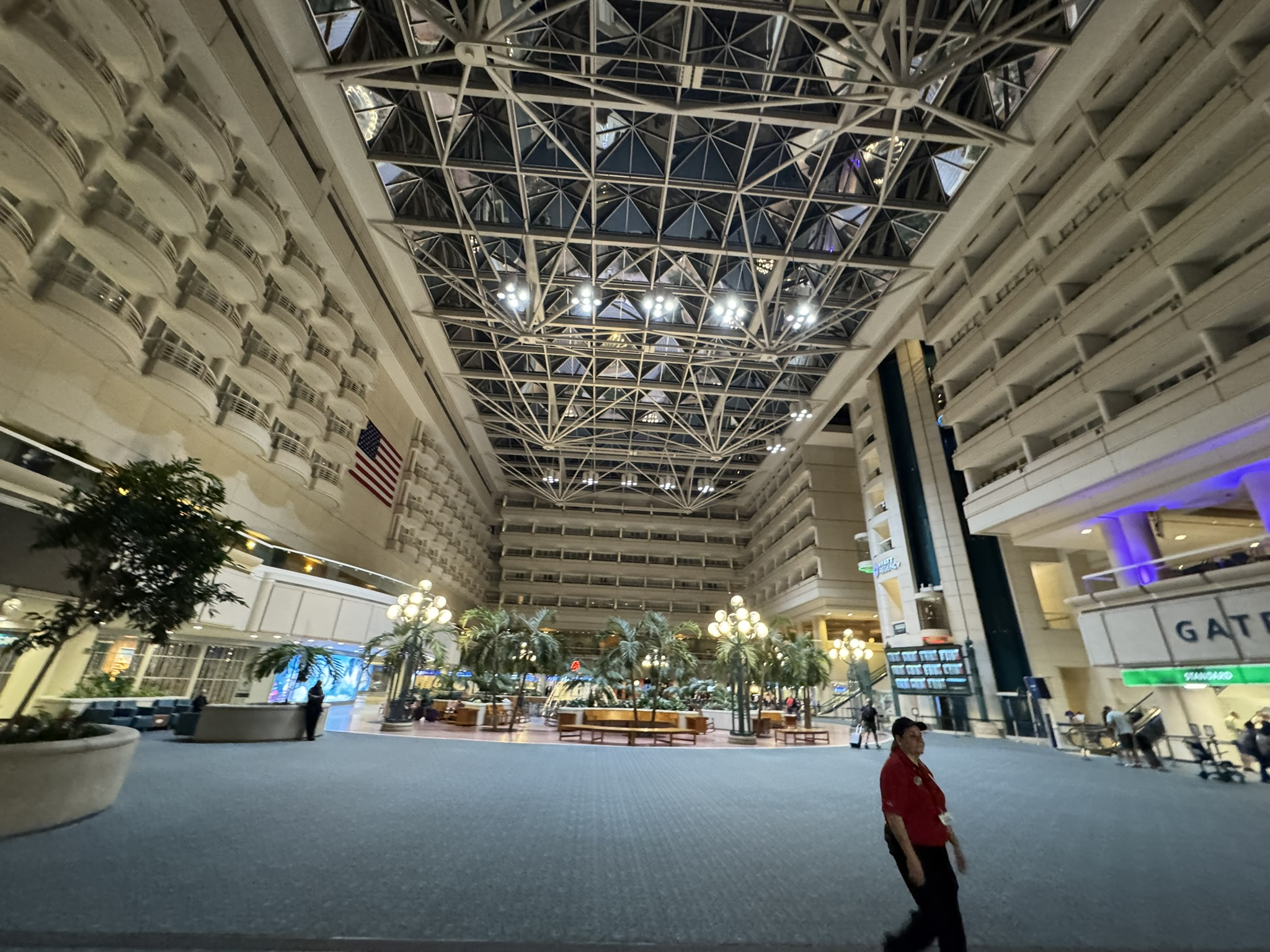
Atrio principal del aeropuerto.

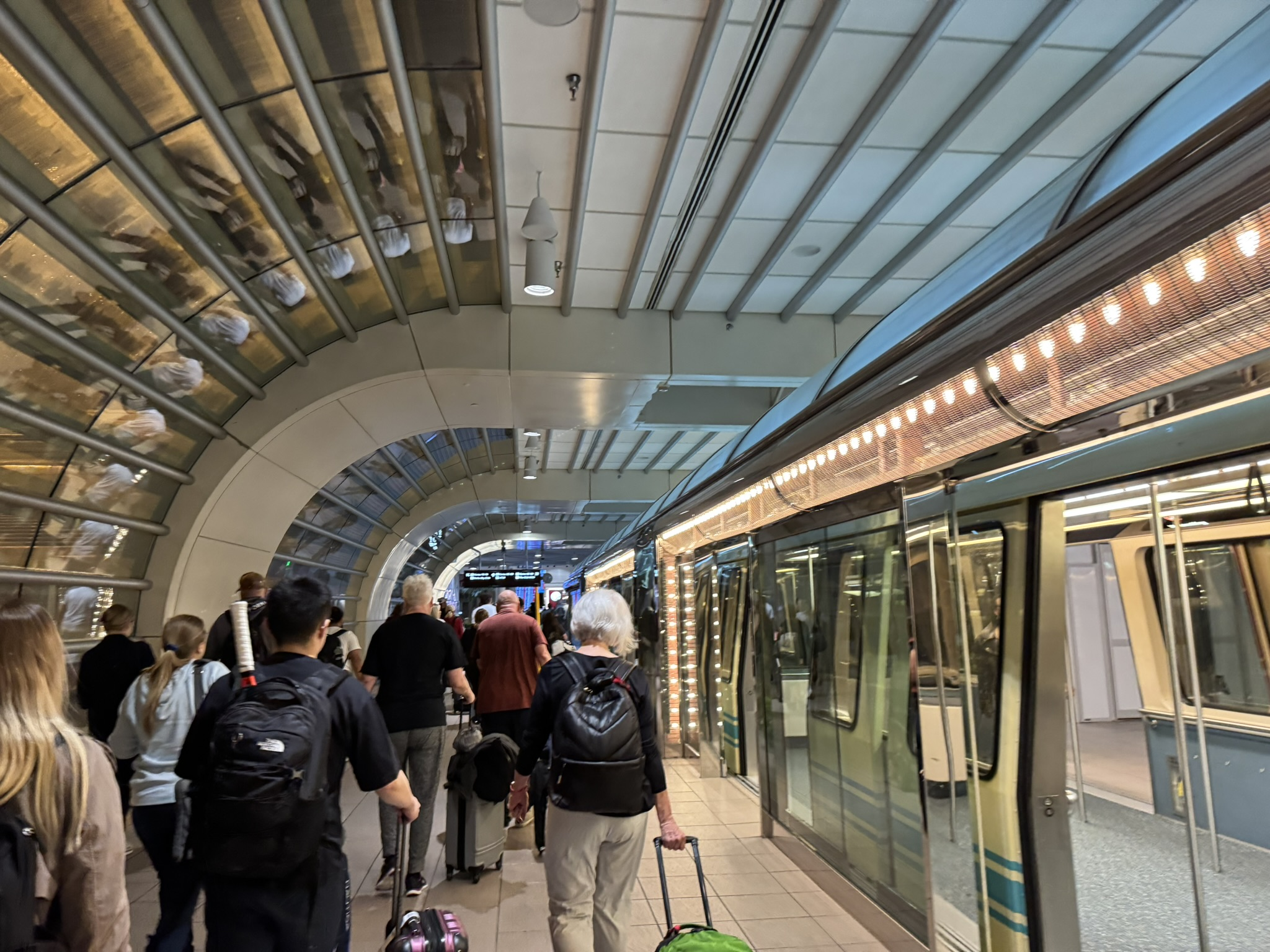
Transporte a puertas en el aeropuerto.

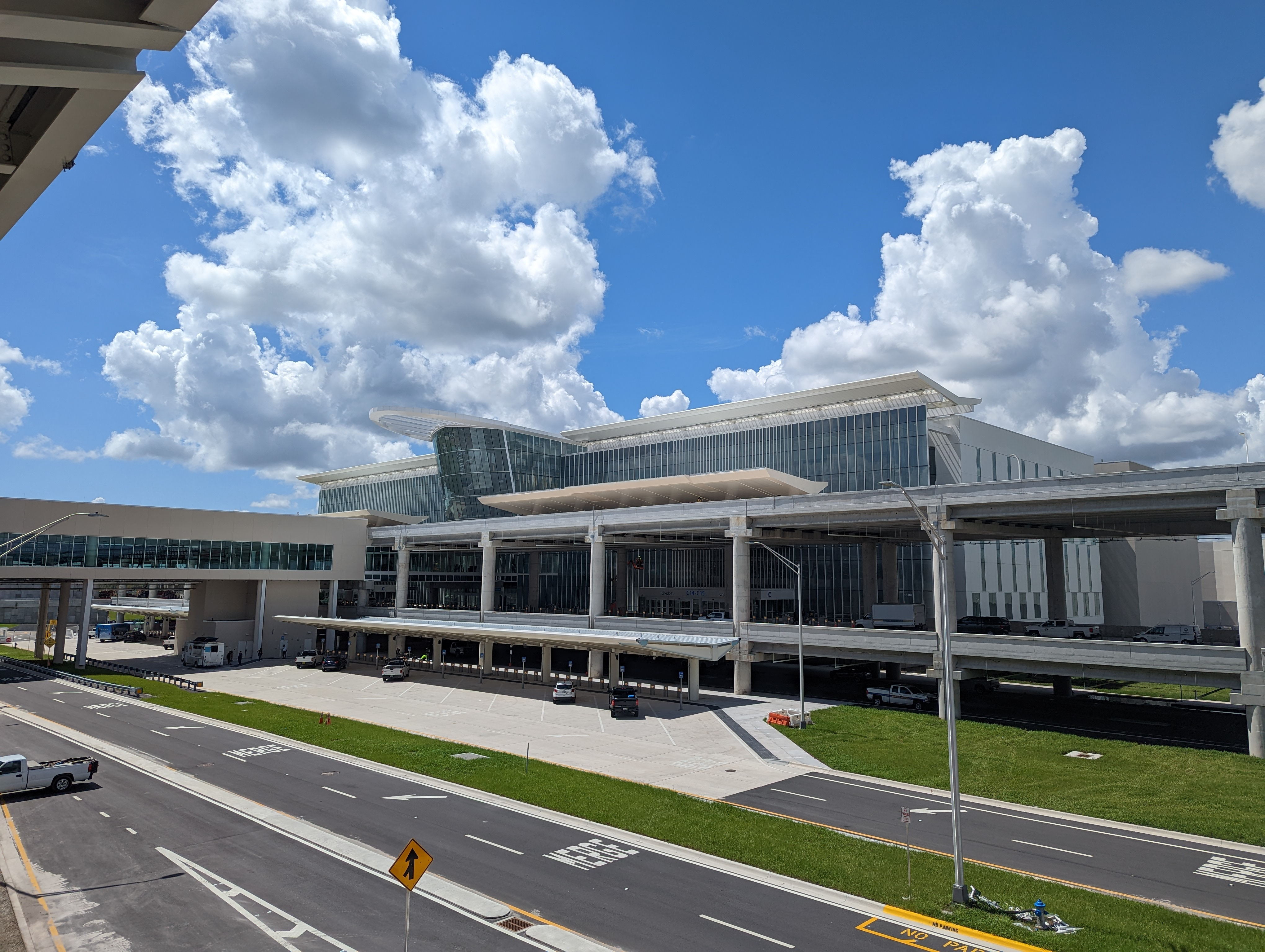
Fachada de la Terminal C.

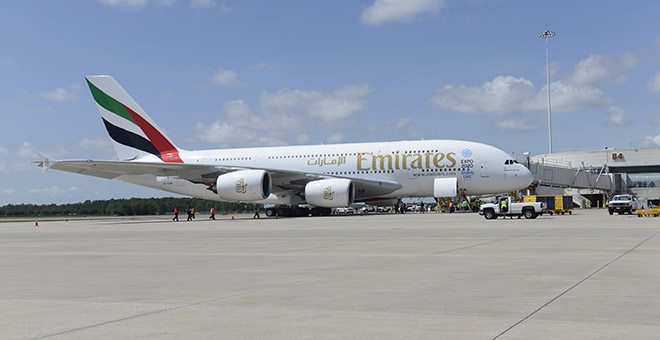
El vuelo inaugural de Emirates en la puerta 84.

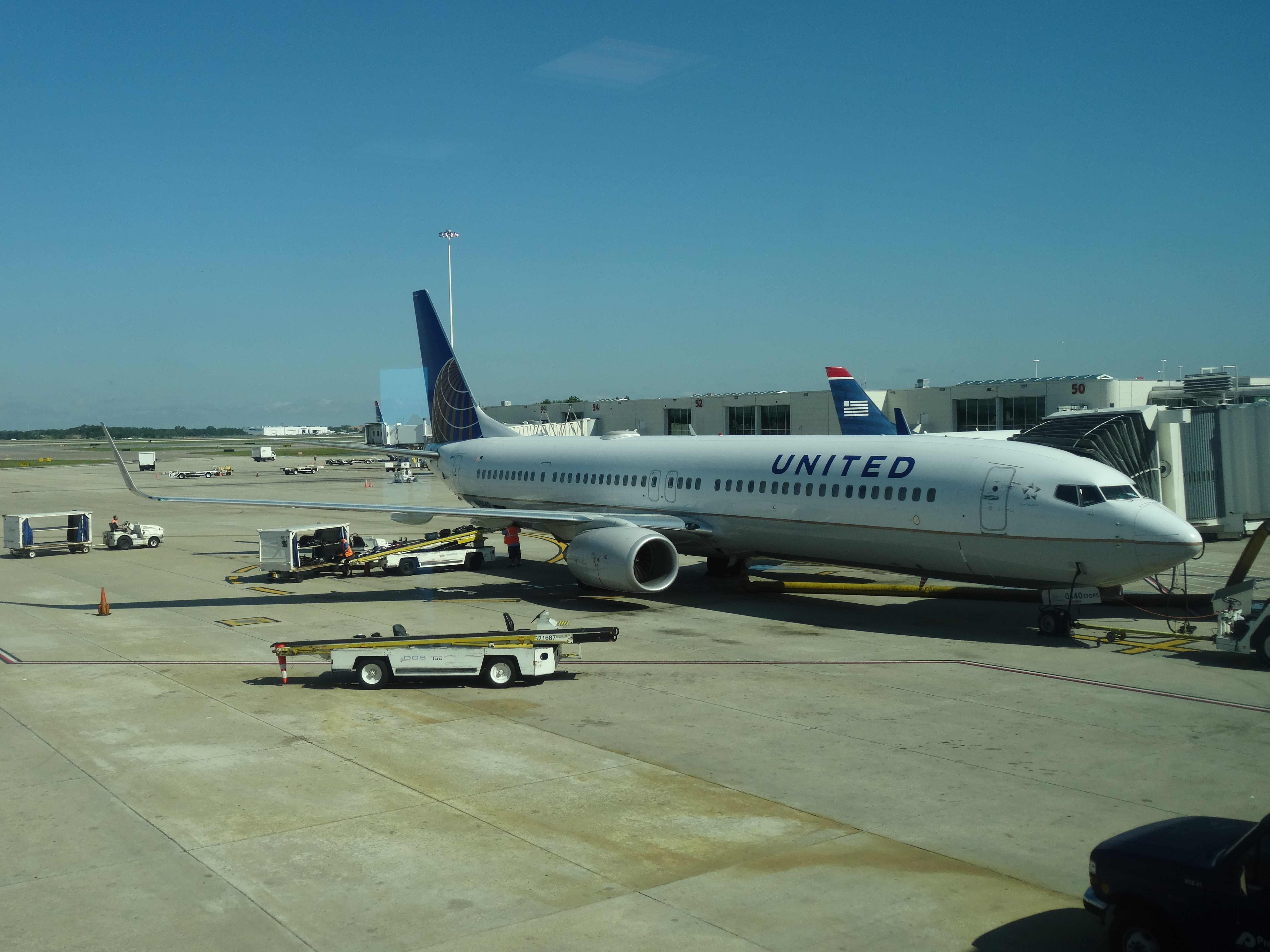
United Airlines en la Puerta 41 preparándose para partir al Aeropuerto Internacional Libertad de Newark.

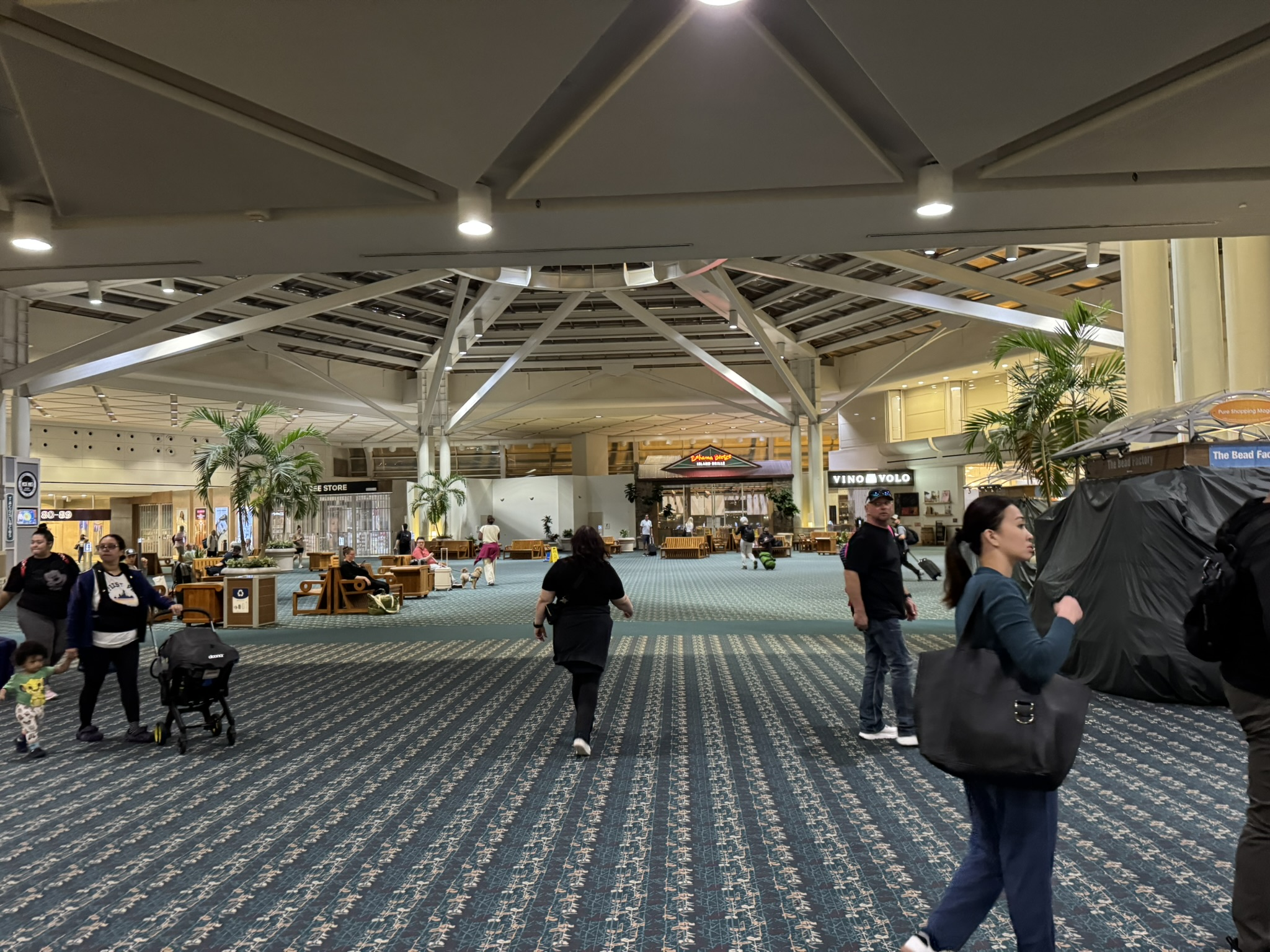
Sala 4 del aeropuerto.

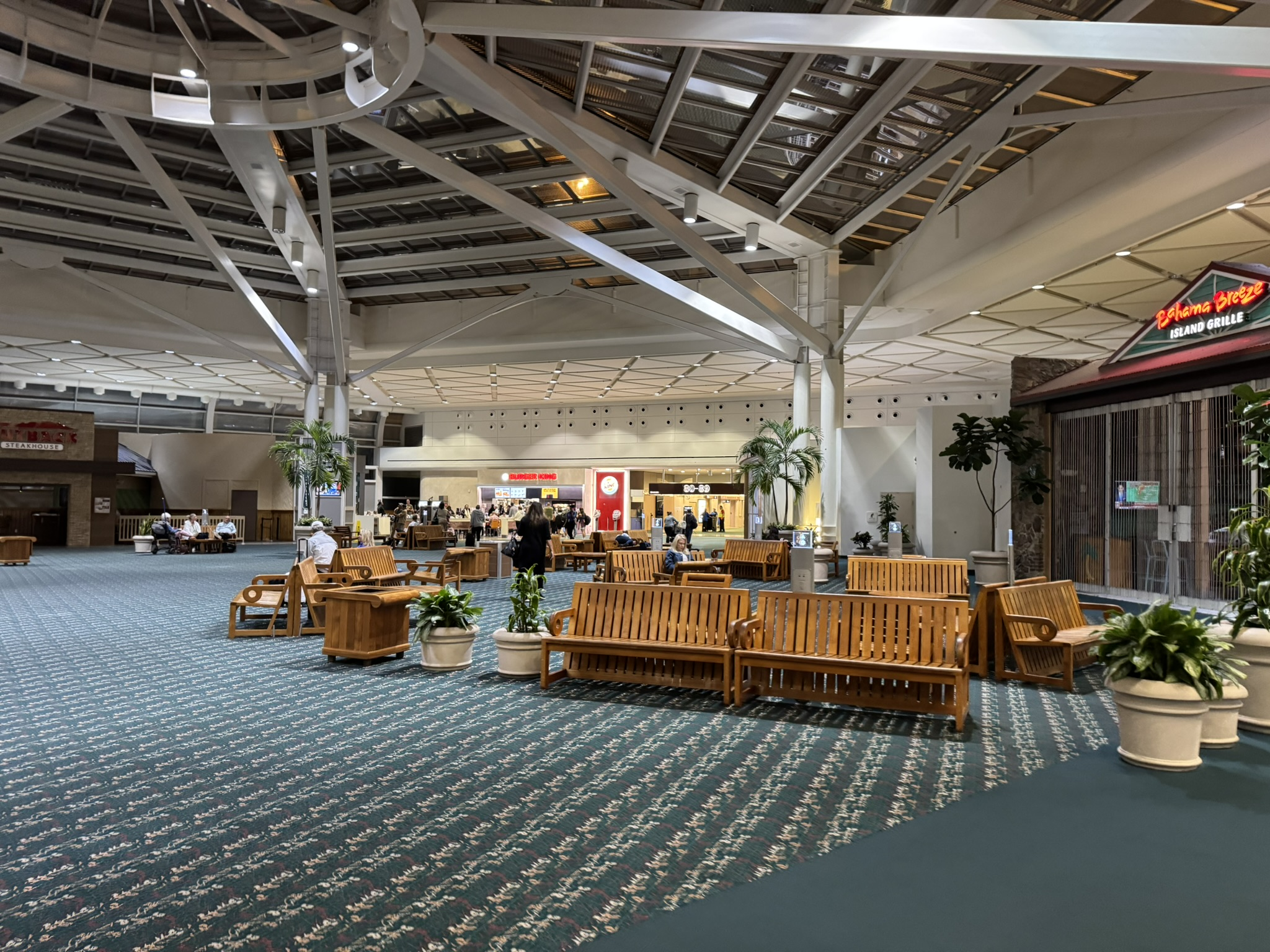
Sala 4 del aeropuerto.

Se brinda servicio a 115 ciudades dentro del país a cargo de 13 aerolíneas.
| Destinos nacionales del Aeropuerto de Orlando MCO CAK ALB ABQ ABE ATW AVL ATL ACY AUS BWI BGR BHM BOI BOS BTV DSM BUF CID EYW CHS CRW CLT CHA ORD MDW CVG CLE CAE CMH DFW DAL DEN DTW ERI ELP EVV FAR EVV XNA PHL FLL RSW MDT GRR GSO GSP BDL GPT IAH HOU HSV IND JAN MCI TYS LNS LAN LAS LNK LBE LGB ISP LAX SDF MSN MHT MIA MEM MKE MSP MYR BNA EWR EWN SWF ORF MSY LGA HVN JFK OKC OMA SNA PHX PIT PVD PVU PDX PWM PSM RDU RIC ROC SMF SBY SLC SAT SAN SFO STL SRQ SEA SPI SBN SYR TTN TRI TUL DCA IAD HPN PBI ILM ILG AVP ORH | Destinos nacionales del Aeropuerto de Orlando MCO CAK ALB ABQ ABE ATW AVL ATL ACY AUS BWI BGR BHM BOI BOS BTV DSM BUF CID EYW CHS CRW CLT CHA ORD MDW CVG CLE CAE CMH DFW DAL DEN DTW ERI ELP EVV FAR EVV XNA PHL FLL RSW MDT GRR GSO GSP BDL GPT IAH HOU HSV IND JAN MCI TYS LNS LAN LAS LNK LBE LGB ISP LAX SDF MSN MHT MIA MEM MKE MSP MYR BNA EWR EWN SWF ORF MSY LGA HVN JFK OKC OMA SNA PHX PIT PVD PVU PDX PWM PSM RDU RIC ROC SMF SBY SLC SAT SAN SFO STL SRQ SEA SPI SBN SYR TTN TRI TUL DCA IAD HPN PBI ILM ILG AVP ORH | Destinos nacionales del Aeropuerto de Orlando MCO CAK ALB ABQ ABE ATW AVL ATL ACY AUS BWI BGR BHM BOI BOS BTV DSM BUF CID EYW CHS CRW CLT CHA ORD MDW CVG CLE CAE CMH DFW DAL DEN DTW ERI ELP EVV FAR EVV XNA PHL FLL RSW MDT GRR GSO GSP BDL GPT IAH HOU HSV IND JAN MCI TYS LNS LAN LAS LNK LBE LGB ISP LAX SDF MSN MHT MIA MEM MKE MSP MYR BNA EWR EWN SWF ORF MSY LGA HVN JFK OKC OMA SNA PHX PIT PVD PVU PDX PWM PSM RDU RIC ROC SMF SBY SLC SAT SAN SFO STL SRQ SEA SPI SBN SYR TTN TRI TUL DCA IAD HPN PBI ILM ILG AVP ORH | Destinos nacionales del Aeropuerto de Orlando MCO CAK ALB ABQ ABE ATW AVL ATL ACY AUS BWI BGR BHM BOI BOS BTV DSM BUF CID EYW CHS CRW CLT CHA ORD MDW CVG CLE CAE CMH DFW DAL DEN DTW ERI ELP EVV FAR EVV XNA PHL FLL RSW MDT GRR GSO GSP BDL GPT IAH HOU HSV IND JAN MCI TYS LNS LAN LAS LNK LBE LGB ISP LAX SDF MSN MHT MIA MEM MKE MSP MYR BNA EWR EWN SWF ORF MSY LGA HVN JFK OKC OMA SNA PHX PIT PVD PVU PDX PWM PSM RDU RIC ROC SMF SBY SLC SAT SAN SFO STL SRQ SEA SPI SBN SYR TTN TRI TUL DCA IAD HPN PBI ILM ILG AVP ORH | Destinos nacionales del Aeropuerto de Orlando MCO CAK ALB ABQ ABE ATW AVL ATL ACY AUS BWI BGR BHM BOI BOS BTV DSM BUF CID EYW CHS CRW CLT CHA ORD MDW CVG CLE CAE CMH DFW DAL DEN DTW ERI ELP EVV FAR EVV XNA PHL FLL RSW MDT GRR GSO GSP BDL GPT IAH HOU HSV IND JAN MCI TYS LNS LAN LAS LNK LBE LGB ISP LAX SDF MSN MHT MIA MEM MKE MSP MYR BNA EWR EWN SWF ORF MSY LGA HVN JFK OKC OMA SNA PHX PIT PVD PVU PDX PWM PSM RDU RIC ROC SMF SBY SLC SAT SAN SFO STL SRQ SEA SPI SBN SYR TTN TRI TUL DCA IAD HPN PBI ILM ILG AVP ORH | Destinos nacionales del Aeropuerto de Orlando MCO CAK ALB ABQ ABE ATW AVL ATL ACY AUS BWI BGR BHM BOI BOS BTV DSM BUF CID EYW CHS CRW CLT CHA ORD MDW CVG CLE CAE CMH DFW DAL DEN DTW ERI ELP EVV FAR EVV XNA PHL FLL RSW MDT GRR GSO GSP BDL GPT IAH HOU HSV IND JAN MCI TYS LNS LAN LAS LNK LBE LGB ISP LAX SDF MSN MHT MIA MEM MKE MSP MYR BNA EWR EWN SWF ORF MSY LGA HVN JFK OKC OMA SNA PHX PIT PVD PVU PDX PWM PSM RDU RIC ROC SMF SBY SLC SAT SAN SFO STL SRQ SEA SPI SBN SYR TTN TRI TUL DCA IAD HPN PBI ILM ILG AVP ORH | Destinos nacionales del Aeropuerto de Orlando MCO CAK ALB ABQ ABE ATW AVL ATL ACY AUS BWI BGR BHM BOI BOS BTV DSM BUF CID EYW CHS CRW CLT CHA ORD MDW CVG CLE CAE CMH DFW DAL DEN DTW ERI ELP EVV FAR EVV XNA PHL FLL RSW MDT GRR GSO GSP BDL GPT IAH HOU HSV IND JAN MCI TYS LNS LAN LAS LNK LBE LGB ISP LAX SDF MSN MHT MIA MEM MKE MSP MYR BNA EWR EWN SWF ORF MSY LGA HVN JFK OKC OMA SNA PHX PIT PVD PVU PDX PWM PSM RDU RIC ROC SMF SBY SLC SAT SAN SFO STL SRQ SEA SPI SBN SYR TTN TRI TUL DCA IAD HPN PBI ILM ILG AVP ORH | Destinos nacionales del Aeropuerto de Orlando MCO CAK ALB ABQ ABE ATW AVL ATL ACY AUS BWI BGR BHM BOI BOS BTV DSM BUF CID EYW CHS CRW CLT CHA ORD MDW CVG CLE CAE CMH DFW DAL DEN DTW ERI ELP EVV FAR EVV XNA PHL FLL RSW MDT GRR GSO GSP BDL GPT IAH HOU HSV IND JAN MCI TYS LNS LAN LAS LNK LBE LGB ISP LAX SDF MSN MHT MIA MEM MKE MSP MYR BNA EWR EWN SWF ORF MSY LGA HVN JFK OKC OMA SNA PHX PIT PVD PVU PDX PWM PSM RDU RIC ROC SMF SBY SLC SAT SAN SFO STL SRQ SEA SPI SBN SYR TTN TRI TUL DCA IAD HPN PBI ILM ILG AVP ORH | Destinos nacionales del Aeropuerto de Orlando MCO CAK ALB ABQ ABE ATW AVL ATL ACY AUS BWI BGR BHM BOI BOS BTV DSM BUF CID EYW CHS CRW CLT CHA ORD MDW CVG CLE CAE CMH DFW DAL DEN DTW ERI ELP EVV FAR EVV XNA PHL FLL RSW MDT GRR GSO GSP BDL GPT IAH HOU HSV IND JAN MCI TYS LNS LAN LAS LNK LBE LGB ISP LAX SDF MSN MHT MIA MEM MKE MSP MYR BNA EWR EWN SWF ORF MSY LGA HVN JFK OKC OMA SNA PHX PIT PVD PVU PDX PWM PSM RDU RIC ROC SMF SBY SLC SAT SAN SFO STL SRQ SEA SPI SBN SYR TTN TRI TUL DCA IAD HPN PBI ILM ILG AVP ORH |
| Destinos | Southwest Airlines | Frontier Airlines | Spirit Airlines | Breeze Airways | Delta Air Lines | JetBlue Airways | Otra | # |
| --- | --- | --- | --- | --- | --- | --- | --- | --- |
| Akron (CAK) | | | | • | | | | 1 |
| Albany (ALB) | • | | | | | • | | 2 |
| Albuquerque (ABQ) | • | | | | | | | 1 |
| Allentown (ABE) | | | | | | | Allegiant Air | 1 |
| Appleton (ATW) | | | | | | | Allegiant Air | 1 |
| Asheville (AVL) | | | | | | | Allegiant Air | 1 |
| Atlanta (ATL) | • | • | • | | • | | | 4 |
| Atlantic City (ACY) | | | • | | | | | 1 |
| Austin (AUS) | • | • | • | | • | | | 4 |
| Bangor (BGR) | | | | • | | | | 1 |
| Baltimore (BWI) | • | • | • | | | | | 3 |
| Birmingham (BHM) | • | | | | | | | 1 |
| Boise (BOI) | | | | | | | Alaska Airlines | 1 |
| Boston (BOS) | • | | • | | • | • | | 4 |
| Búfalo (BUF) | • | • | | | | • | | 3 |
| Burlington (BTV) | | • | | • | | | | 2 |
| Cayo Hueso (EYW) | | | | • | | | | 1 |
| Cedar Rapids (CID) | | • | | | | | | 1 |
| Charleston (CHS) | | | | • | | | | 1 |
| Charleston (CRW) | | | | • | | | | 1 |
| Charlotte (CLT) | | • | • | | | | American Airlines | 3 |
| Chattanooga (CHA) | | | • | | | | | 1 |
| Chicago (ORD) | • | • | • | | | | American Airlines / United Airlines | 5 |
| Chicago (MDW) | • | • | | | | | | 2 |
| Cincinnati (CVG) | • | • | | | • | | | 3 |
| Cleveland (CLE) | • | • | • | | | | United Airlines | 4 |
| Columbia (CAE) | | | • | | | | | 1 |
| Columbus (CMH) | • | | • | | • | | | 3 |
| Dallas (DFW) | | • | • | | | | American Airlines | 3 |
| Dallas (DAL) | • | | | | | | | 1 |
| Denver (DEN) | • | • | | | | | United Airlines | 3 |
| Des Moines (DSM) | • | • | | | | | | 2 |
| Detroit (DTW) | • | • | • | | • | | | 4 |
| Erie (ERI) | | | | • | | | | 1 |
| El Paso (ELP) | • | • | | | | | | 2 |
| Evansville (EVV) | | | | • | | | | 1 |
| Fargo (FAR) | | • | | | | | | 1 |
| Fayetteville (XNA) | | | | • | | | | 1 |
| Filadelfia (PHL) | • | • | • | | | | American Airlines | 4 |
| Fort Lauderdale (FLL) | • | | • | | | | | 2 |
| Fort Myers (RSW) | • | | | | | | | 1 |
| Grand Rapids (GRR) | • | • | | | • | | | 3 |
| Greensboro (GSO) | | | | • | | | | 1 |
| Greenville (GSP) | | | | • | | | | 1 |
| Gulfport (GPT) | | | | • | | | | 1 |
| Harrisburg (MDT) | | • | | | | | | 1 |
| Hartford (BDL) | • | • | • | • | | • | | 5 |
| Houston (IAH) | | • | • | | | | United Airlines | 3 |
| Houston (HOU) | • | • | | | | | | 2 |
| Huntsville (HSV) | | | | • | | | | 1 |
| Indianápolis (IND) | • | • | • | | • | | | 4 |
| Jackson (JAN) | • | | | | | | | 1 |
| Kansas City (MCI) | • | | • | | • | | | 3 |
| Knoxville (TYS) | | • | | | | | Allegiant Air | 2 |
| Lancaster (LNS) | | | | • | | | | 1 |
| Lansing (LAN) | | | | • | | | | 1 |
| Las Vegas (LAS) | • | • | • | | | • | | 4 |
| Latrobe (LBE) | | | • | | | | | 1 |
| Lincoln (LNK) | | | | • | | | | 1 |
| Long Beach (LGB) | • | | | | | | | 1 |
| Long Island (ISP) | • | • | | | | • | | 3 |
| Los Ángeles (LAX) | • | • | | | • | | American Airlines / United Airlines | 5 |
| Louisville (SDF) | • | | • | | • | | | 3 |
| Madison (MSN) | | | | • | | | | 1 |
| Manchester (MHT) | • | | | • | | • | | 3 |
| Miami (MIA) | • | | | | • | | American Airlines / Avelo Airlines | 4 |
| Memphis (MEM) | • | | • | | | | | 2 |
| Milwaukee (MKE) | • | | • | | | | Sun Country Airlines | 3 |
| Mineápolis (MSP) | • | • | • | | • | | Sun Country Airlines | 5 |
| Myrtle Beach (MYR) | | | • | | | | | 1 |
| Nashville (BNA) | • | • | • | | • | | | 4 |
| Newark (EWR) | | | • | | | • | United Airlines | 3 |
| Newburgh (SWF) | | | | • | | | | 1 |
| New Bern (EWN) | | | | • | | | | 1 |
| New Haven (HVN) | | | | • | | | Avelo Airlines | 2 |
| Norfolk (ORF) | • | • | • | • | | | | 4 |
| Nueva Orleans (MSY) | • | | • | • | | | | 3 |
| Nueva York (JFK) | | • | | | • | • | | 3 |
| Nueva York (LGA) | • | • | • | | • | • | American Airlines | 6 |
| Oklahoma City (OKC) | • | • | | | | | | 2 |
| Omaha (OMA) | • | • | | | | | | 2 |
| Orange County (SNA) | | | | • | | | | 1 |
| Phoenix (PHX) | • | • | | | | | American Airlines | 3 |
| Pittsburgh (PIT) | • | • | • | | • | | | 4 |
| Providence (PVD) | • | | | • | | • | | 3 |
| Provo (PVU) | | | | • | | | | 1 |
| Portland (PDX) | | | | | | | Alaska Airlines | 1 |
| Portland (PWM) | • | • | | • | | • | | 4 |
| Portsmouth (PSM) | | | | • | | | | 1 |
| Raleigh (RDU) | • | • | | • | • | • | | 5 |
| Richmond (RIC) | • | | • | | | • | | 3 |
| Rochester (ROC) | • | | • | | | | | 2 |
| Sacramento (SMF) | • | | | | | | Alaska Airlines | 2 |
| Salisbury (SBY) | | | | • | | | | 1 |
| Salt Lake City (SLC) | • | | • | | • | | | 3 |
| San Antonio (SAT) | • | • | | | | | | 2 |
| San Diego (SAN) | • | | | | | | Alaska Airlines | 2 |
| San Francisco (SFO) | | | | | | | Alaska Airlines / United Airlines | 2 |
| San Luis (STL) | • | • | • | | | | | 3 |
| Sarasota (SRQ) | • | | | | | | | 1 |
| Seattle (SEA) | | | | | • | | Alaska Airlines | 2 |
| Siracusa (SYR) | | • | | | | • | | 2 |
| South Bend (SBN) | | | | • | | | | 1 |
| Springfield (SPI) | | | | • | | | | 1 |
| Trenton (TTN) | | • | | | | | | 1 |
| Tri-Cities (TRI) | | | | • | | | | 1 |
| Tulsa (TUL) | • | | | | | | | 1 |
| Washington (IAD) | | • | | | | | United Airlines | 2 |
| Washington (DCA) | • | | | | • | • | American Airlines | 4 |
| West Palm Beach (PBI) | • | | | | | | | 1 |
| White Plains (HPN) | | | | | | • | | 1 |
| Wilkes-Barre (AVP) | | | | • | | | | 1 |
| Wilmington (ILM) | | | | • | | | Avelo Airlines | 2 |
| Wilmington (ILG) | | | | | | | Avelo Airlines | 1 |
| Worcester (ORH) | | | | | | • | | 1 |
| Total | 59 | 44 | 36 | 36 | 21 | 18 | 33 | 115 |

### Destinos internacionales
Se ofrece servicio a 58 destinos internacionales (13 estacionales), a cargo de 36 aerolíneas.
| Ciudades                                                       | Nombre del aeropuerto                                    | Aerolíneas |              |
| Norteamérica                                                   | Norteamérica                                             | Norteamérica                                                                                                   | Norteamérica |
| -------------------------------------------------------------- | -------------------------------------------------------- | --- | ------------ |
| Canadá (12 destinos [5 estacionales], 7 aerolíneas)            |                                                          | |              |
| Calgary                                                        | Aeropuerto Internacional de Calgary                      | WestJet |              |
| Edmonton                                                       | Aeropuerto Internacional de Edmonton                     | WestJet (Estacional)                                                                                           |              |
| Halifax                                                        | Aeropuerto Internacional de Halifax-Stanfield            | Air Canada Rouge (Estacional) / Air Transat (Estacional) / Porter Airlines (Estacional) / WestJet (Estacional) |              |
| Hamilton                                                       | Aeropuerto Internacional de Hamilton-Munro               | Porter Airlines (Estacional) (inicia el 12 de diciembre de 2025)                                               |              |
| Moncton                                                        | Aeropuerto Internacional del Gran Moncton                | Air Transat (Estacional)                                                                                       |              |
| Montreal                                                       | Aeropuerto Internacional Pierre Elliott Trudeau          | Air Canada Rouge / Air Transat                                                                                 |              |
| Ottawa                                                         | Aeropuerto Internacional de Ottawa                       | Air Canada Rouge (Estacional) / Porter Airlines                                                                |              |
| Quebec                                                         | Aeropuerto Internacional Jean-Lesage de Quebec           | Air Canada Rouge (Estacional) / Air Transat (Estacional)                                                       |              |
| San Juan de Terranova                                          | Aeropuerto Internacional de San Juan de Terranova        | WestJet |              |
| Toronto                                                        | Aeropuerto Internacional Toronto Pearson                 | Air Canada / Air Canada Rouge / Flair Airlines (Estacional) / Porter Airlines / WestJet                        |              |
| Vancouver                                                      | Aeropuerto Internacional de Vancouver                    | WestJet |              |
| Winnipeg                                                       | Aeropuerto Internacional James Armstrong Richardson      | WestJet |              |
| México (6 destinos, 7 aerolíneas)                              |                                                          | |              |
| Cancún                                                         | Aeropuerto Internacional de Cancún                       | Frontier Airlines / JetBlue Airways / Southwest Airlines / Spirit Airlines                                     |              |
| Ciudad de México                                               | Aeropuerto Internacional de la Ciudad de México          | Aeroméxico / Volaris                                                                                           |              |
| Ciudad de México                                               | Aeropuerto Internacional Felipe Ángeles                  | Viva (inicia el 20 de noviembre de 2025)                                                                       |              |
| Guadalajara                                                    | Aeropuerto Internacional de Guadalajara                  | Aeroméxico (Estacional) / Volaris                                                                              |              |
| Mérida                                                         | Aeropuerto Internacional de Mérida                       | Viva |              |
| Monterrey                                                      | Aeropuerto Internacional de Monterrey                    | Aeroméxico (Estacional) / Viva                                                                                 |              |
| Centroamérica y El Caribe                                      |                                                          | |              |
| Aruba (1 destino, 1 aerolínea)                                 |                                                          | |              |
| Aruba                                                          | Aeropuerto Internacional Reina Beatrix                   | Southwest Airlines                                                                                             |              |
| Bahamas (2 destinos [1 estacional], 3 aerolíneas)              |                                                          | |              |
| Freeport                                                       | Aeropuerto Internacional de Grand Bahama                 | Bahamasair (Estacional)                                                                                        |              |
| Nasáu                                                          | Aeropuerto Internacional Lynden Pindling                 | Bahamasair / JetBlue Airways / Southwest Airlines                                                              |              |
| Bermudas (1 destino, 1 aerolínea)                              |                                                          | |              |
| Hamilton                                                       | Aeropuerto Internacional L.F. Wade                       | BermudAir |              |
| Costa Rica (1 destino, 4 aerolíneas)                           |                                                          | |              |
| San José                                                       | Aeropuerto Internacional Juan Santamaría                 | JetBlue Airways / Southwest Airlines / Spirit Airlines / Volaris Costa Rica                                    |              |
| El Salvador (1 destino [estacional], 1 aerolínea)              |                                                          | |              |
| San Salvador                                                   | Aeropuerto Internacional de El Salvador                  | Avianca El Salvador (Estacional)                                                                               |              |
| Guatemala (1 destino, 1 aerolínea)                             |                                                          | |              |
| Guatemala                                                      | Aeropuerto Internacional La Aurora                       | Spirit Airlines                                                                                                |              |
| Honduras (1 destino, 1 aerolínea)                              |                                                          | |              |
| San Pedro Sula                                                 | Aeropuerto Internacional Ramón Villeda Morales           | Spirit Airlines                                                                                                |              |
| Islas Caimán (1 destino, 1 aerolínea)                          |                                                          | |              |
| Gran Caimán                                                    | Aeropuerto Internacional Owen Roberts                    | Southwest Airlines                                                                                             |              |
| Islas Turcas y Caicos (1 destino, 1 aerolínea)                 |                                                          | |              |
| Providenciales                                                 | Aeropuerto Internacional de Providenciales               | Southwest Airlines                                                                                             |              |
| Islas Vírgenes de los Estados Unidos (1 destino, 1 aerolínea)  |                                                          | |              |
| Santo Tomás                                                    | Aeropuerto Internacional Cyril E. King                   | Southwest Airlines (inicia el 5 de febrero de 2026) / Spirit Airlines                                          |              |
| Jamaica (1 destino, 4 aerolíneas)                              |                                                          | |              |
| Montego Bay                                                    | Aeropuerto Internacional Sir Donald Sangster             | Frontier Airlines / JetBlue Airways / Southwest Airlines / Spirit Airlines                                     |              |
| Panamá (1 destino, 1 aerolínea)                                |                                                          | |              |
| Ciudad de Panamá                                               | Aeropuerto Internacional de Tocumen                      | Copa Airlines                                                                                                  |              |
| Puerto Rico (3 destinos, 4 aerolíneas)                         |                                                          | |              |
| Aguadilla                                                      | Aeropuerto Internacional Rafael Hernández                | Frontier Airlines / JetBlue Airways                                                                            |              |
| Ponce                                                          | Aeropuerto Internacional Mercedita                       | Frontier Airlines / JetBlue Airways                                                                            |              |
| San Juan                                                       | Aeropuerto Internacional Luis Muñoz Marín                | Frontier Airlines / JetBlue Airways / Southwest Airlines / Spirit Airlines                                     |              |
| República Dominicana (3 destinos, 4 aerolíneas)                |                                                          | |              |
| Punta Cana                                                     | Aeropuerto Internacional de Punta Cana                   | Frontier Airlines / JetBlue Airways / Southwest Airlines / Spirit Airlines                                     |              |
| Santiago de los Caballeros                                     | Aeropuerto Internacional del Cibao                       | JetBlue Airways                                                                                                |              |
| Santo Domingo                                                  | Aeropuerto Internacional Las Américas                    | JetBlue Airways                                                                                                |              |
| Trinidad y Tobago (1 destino, 1 aerolínea)                     |                                                          | |              |
| Puerto España                                                  | Aeropuerto Internacional de Piarco                       | Caribbean Airlines                                                                                             |              |
| Sudamérica                                                     |                                                          | |              |
| Brasil (6 destinos, 3 aerolíneas)                              |                                                          | |              |
| Belo Horizonte                                                 | Aeropuerto Internacional Tancredo Neves                  | Azul Linhas Aéreas Brasileiras                                                                                 |              |
| Brasilia                                                       | Aeropuerto Internacional Presidente Juscelino Kubitschek | Gol Linhas Aéreas                                                                                              |              |
| Campinas                                                       | Aeropuerto Internacional de Campinas                     | Azul Linhas Aéreas Brasileiras                                                                                 |              |
| Fortaleza                                                      | Aeropuerto Internacional Pinto Martins                   | Gol Linhas Aéreas                                                                                              |              |
| Recife                                                         | Aeropuerto Internacional de Recife                       | Azul Linhas Aéreas Brasileiras                                                                                 |              |
| São Paulo                                                      | Aeropuerto Internacional de Guarulhos                    | LATAM Brasil                                                                                                   |              |
| Chile (1 destino [estacional], 1 aerolínea)                    |                                                          | |              |
| Santiago de Chile                                              | Aeropuerto Internacional Arturo Merino Benítez           | LATAM Chile (Estacional)                                                                                       |              |
| Colombia (3 destinos, 3 aerolíneas)                            |                                                          | |              |
| Bogotá                                                         | Aeropuerto Internacional El Dorado                       | Avianca / LATAM Colombia / Spirit Airlines (Estacional)                                                        |              |
| Cartagena                                                      | Aeropuerto Internacional Rafael Núñez                    | Spirit Airlines                                                                                                |              |
| Medellín                                                       | Aeropuerto Internacional José María Córdova              | Avianca (Estacional) / Spirit Airlines                                                                         |              |
| Perú (1 destino, 1 aerolínea)                                  |                                                          | |              |
| Lima                                                           | Aeropuerto Internacional Jorge Chávez                    | LATAM Perú (reinicia el 26 de octubre de 2025)                                                                 |              |
| Europa                                                         |                                                          | |              |
| Alemania (2 destinos [1 estacional], 1 aerolínea)              |                                                          | |              |
| Fráncfort                                                      | Aeropuerto de Fráncfort del Meno                         | Discover Airlines                                                                                              |              |
| Múnich                                                         | Aeropuerto Internacional de Múnich-Franz Josef Strauss   | Discover Airlines (Estacional)                                                                                 |              |
| España (1 destino [estacional], 2 aerolíneas)                  |                                                          | |              |
| Madrid                                                         | Aeropuerto Adolfo Suárez Madrid-Barajas                  | Iberia (Estacional) (inicia el 26 de octubre de 2025) / Iberojet (Estacional)                                  |              |
| Francia (1 destino, 1 aerolínea)                               |                                                          | |              |
| París                                                          | Aeropuerto de París-Charles de Gaulle                    | Air France |              |
| Irlanda (1 destino, 1 aerolínea)                               |                                                          | |              |
| Dublín                                                         | Aeropuerto de Dublín                                     | Aer Lingus |              |
| Islandia (1 destino [estacional], 1 aerolínea)                 |                                                          | |              |
| Reikiavik                                                      | Aeropuerto Internacional de Keflavík                     | Icelandair (Estacional)                                                                                        |              |
| Países Bajos (1 destino [estacional], 1 aerolínea)             |                                                          | |              |
| Ámsterdam                                                      | Aeropuerto de Ámsterdam-Schiphol                         | Delta Air Lines (Estacional)                                                                                   |              |
| Reino Unido (4 destinos [1 estacional], 4 aerolíneas)          |                                                          | |              |
| Edimburgo                                                      | Aeropuerto de Edimburgo                                  | Virgin Atlantic Airways (Estacional)                                                                           |              |
| Londres                                                        | Aeropuerto de Londres-Gatwick                            | British Airways / Norse Atlantic Airways                                                                       |              |
| Londres                                                        | Aeropuerto de Londres-Heathrow                           | Virgin Atlantic Airways                                                                                        |              |
| Mánchester                                                     | Aeropuerto de Mánchester                                 | Aer Lingus / Virgin Atlantic Airways                                                                           |              |
| Asia                                                           |                                                          | |              |
| EAU (1 destino, 1 aerolínea)                                   |                                                          | |              |
| Dubái                                                          | Aeropuerto Internacional de Dubái                        | Emirates |              |
| Total: 58 destinos (13 estacionales), 28 países, 36 aerolíneas |                                                          | |              |

## Estadísticas

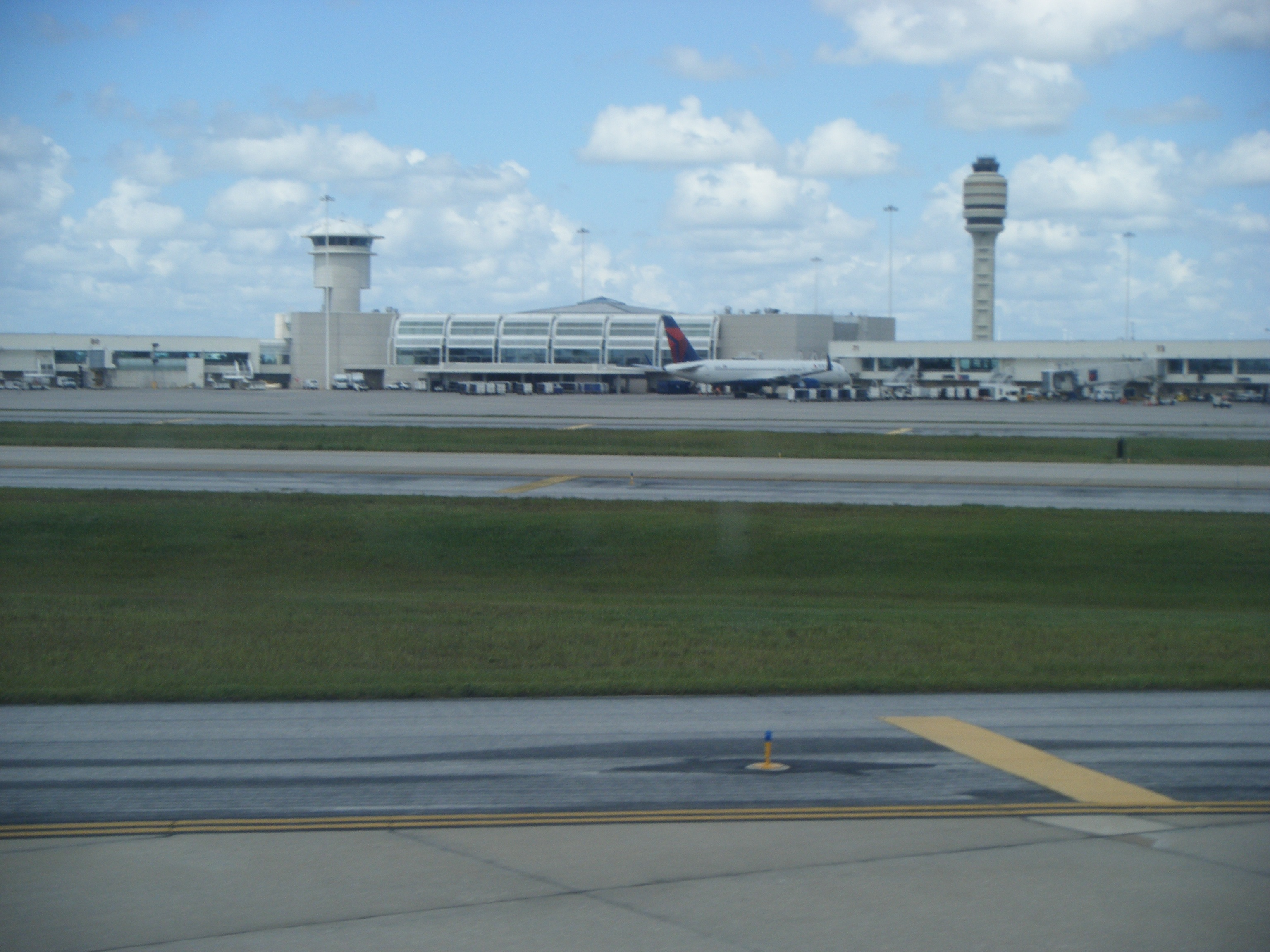
Vista del aeropuerto.

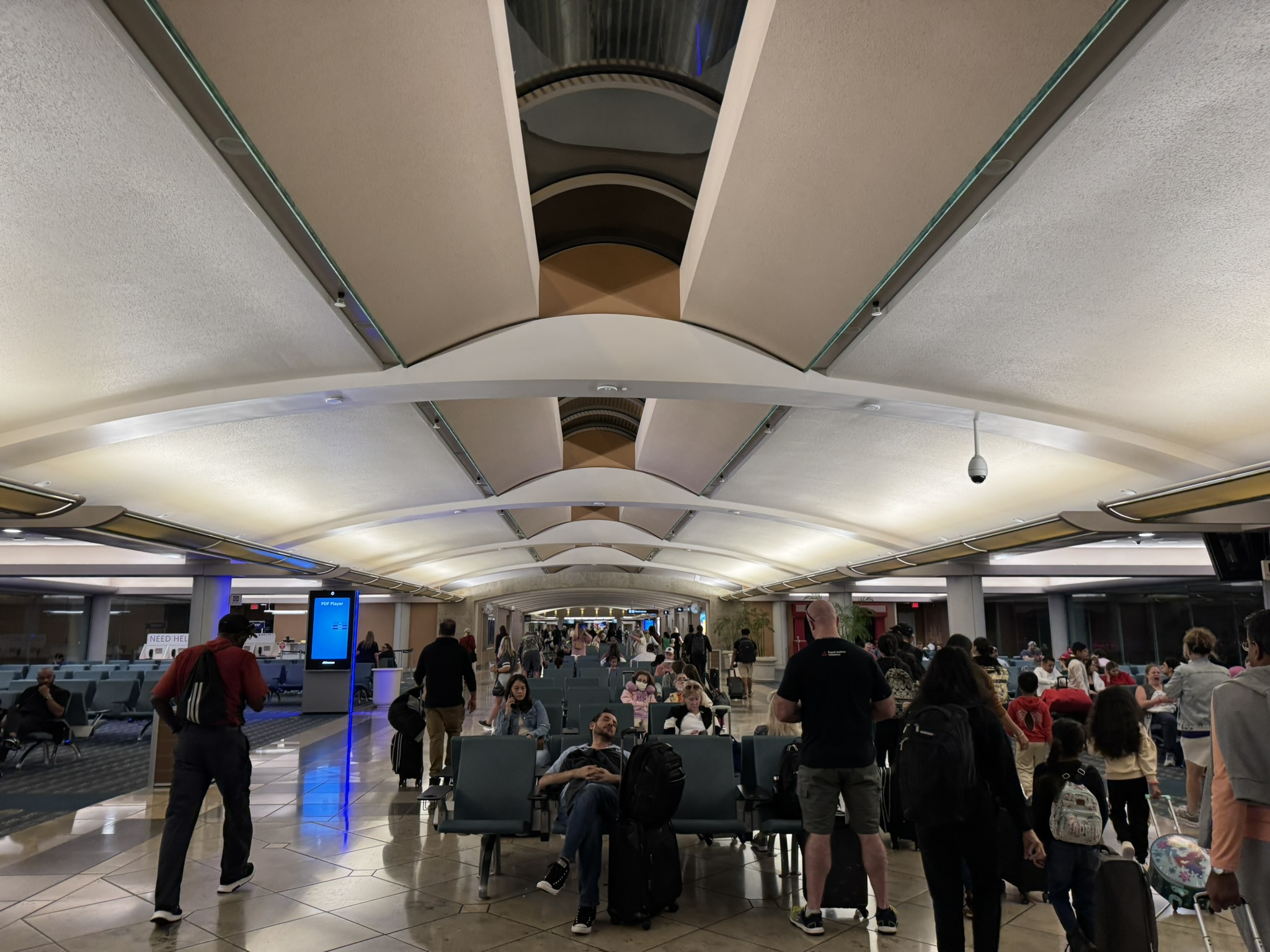
Sala 4 del aeropuerto.

#### Rutas más transitadas
| Número | Ciudad                        | Pasajeros | Aerolínea                                                                                |
| ------ | ----------------------------- | --------- | ---------------------------------------------------------------------------------------- |
| 1      | Atlanta, Georgia              | 1,437,000 | Delta Air Lines, Frontier Airlines, Southwest Airlines, Spirit Airlines                  |
| 2      | San Juan, Puerto Rico         | 1,018,000 | Frontier Airlines, JetBlue Airways, Southwest Airlines, Spirit Airlines                  |
| 3      | Newark, Nueva Jersey          | 982,000   | JetBlue Airways, Southwest Airlines, Spirit Airlines, United Airlines                    |
| 4      | Filadelfia, Pensilvania       | 896,000   | American Airlines, Frontier Airlines, Southwest Airlines, Spirit Airlines                |
| 5      | Charlotte, Carolina del Norte | 842,000   | American Airlines, Frontier Airlines, Spirit Airlines                                    |
| 6      | Dallas, Texas                 | 819,000   | American Airlines, Spirit Airlines                                                       |
| 7      | Chicago, Illinois             | 803,000   | American Airlines, Frontier Airlines, Spirit Airlines, United Airlines                   |
| 8      | Nueva York, Nueva York        | 768,000   | Delta Air Lines, Frontier Airlines, JetBlue Airways, Southwest Airlines, Spirit Airlines |
| 9      | Denver, Colorado              | 751,000   | Frontier Airlines, Southwest Airlines, Spirit Airlines                                   |
| 10     | Boston, Massachusetts         | 741,000   | Delta Air Lines, Frontier Airlines, JetBlue Airways, Southwest Airlines, Spirit Airlines |

| Número | Ciudad                              | Pasajeros | Aerolínea |
| ------ | ----------------------------------- | --------- | --- |
| 1      | Toronto, Canadá                     | 577,656   | Air Canada, Air Canada Rouge, Air Transat, Canada Jetlines, Lynx Air, Porter Airlines, Sunwing Airlines, WestJet |
| 2      | Londres, Reino Unido (LHR)          | 440,354   | British Airways, Virgin Atlantic Airways                                                                         |
| 3      | Ciudad de Panamá, Panamá            | 435,088   | Copa Airlines |
| 4      | Cancún, México                      | 376,384   | Frontier Airlines, JetBlue Airways, Spirit Airlines                                                              |
| 5      | Ciudad de México, México            | 317,412   | Aeroméxico, Volaris                                                                                              |
| 6      | Mánchester, Reino Unido             | 308,561   | Aer Lingus, Virgin Atlantic Airways                                                                              |
| 7      | Montego Bay, Jamaica                | 250,356   | Frontier Airlines, JetBlue Airways, Southwest Airlines, Spirit Airlines                                          |
| 8      | Santo Domingo, República Dominicana | 248,111   | Frontier Airlines, JetBlue Airways                                                                               |
| 9      | Londres, Reino Unido (LGW)          | 242,067   | British Airways, Norse Atlantic Airways                                                                          |
| 10     | Montreal, Canadá                    | 239,233   | Air Canada Rouge, Air Transat, Lynx Air                                                                          |

### Tráfico anual
| Año  | Pasajeros  | Cambio respecto año anterior |
| ---- | ---------- | ---------------------------- |
| 2000 | 30,823,509 | 5.6%                         |
| 2001 | 28,253,248 | 8.3%                         |
| 2002 | 26,653,672 | 5.7%                         |
| 2003 | 27,319,223 | 2.5%                         |
| 2004 | 31,143,388 | 14.0%                        |
| 2005 | 34,128,048 | 8.4%                         |
| 2006 | 34,640,451 | 1.5%                         |
| 2007 | 36,480,416 | 5.3%                         |
| 2008 | 35,660,742 | 2.3%                         |
| 2009 | 33,693,649 | 5.5%                         |
| 2010 | 34,877,899 | 3.5%                         |
| 2011 | 35,356,991 | 1.4%                         |
| 2012 | 35,214,430 | 0.4%                         |
| 2013 | 34,973,645 | 0.8%                         |
| 2014 | 35,714,091 | 2.7%                         |
| 2015 | 38,727,749 | 8.4%                         |
| 2016 | 41,923,399 | 8.0%                         |
| 2017 | 44,611,265 | 6.5%                         |
| 2018 | 47,696,627 | 5.1%                         |
| 2019 | 50,613,072 | 6.1%                         |
| 2020 | 21,617,803 | 57.3%                        |
| 2021 | 40,351,068 | 86.7%                        |
| 2022 | 50,178,499 | 24.35%                       |
| 2023 | 57,735,726 | 15.1%                        |
| 2024 | 57,211,628 | 0.91%                        |

## Aeropuertos cercanos
Los aeropuertos más cercanos son:
- Aeropuerto Internacional Sanford (41km)
- Aeropuerto Internacional de Orlando-Melbourne (77km)
- Aeropuerto Internacional de Daytona Beach (87km)
- Aeropuerto Internacional de Tampa (129km)
- Aeropuerto Internacional de San Petersburgo-Clearwater (145km)